# The Vanishing Lady
The Vanishing Lady (en español: La dama que desaparece) es un exitoso dispositivo de escaparate, creado en 1898 por Charles Morton para unos grandes almacenes de Sacramento. Fue muy celebrado en 1900 por Frank Baum en un libro dedicado a la decoración de escaparates, publicado el mismo año que El maravilloso mago de Oz. Se trata del busto de una mujer viva, que aparece sobre un pedestal, luego parece desaparecer dentro de él, solo para reaparecer con un nuevo atuendo. Esta instalación se basa en una ilusión óptica mediante espejos, la de la «esfinge», creada en Londres en 1865. Su nombre y tema evocan la entonces muy popular ilusión de una escena homónima, creada en París en 1886 y retomada en 1896 por Georges Méliès en Desaparición de una dama en el teatro Robert-Houdin.
En un primer nivel, la atracción descrita por Baum es reflejo de la evolución de los patrones de consumo a finales del siglo XIX, especialmente en los Estados Unidos, y la situación de la mujer en la sociedad de la época.
Este dispositivo, presentado por Baum como modelo de cómo debería ser un escaparate, es también un ejemplo a menudo señalado de intermedialidad espontánea, es decir de adopción por un medio emergente, con el objetivo de crear nuevas atracciones de series culturales preexistentes. En este caso, se trata de la recuperación en los escaparates de ilusiones procedentes del campo de la magia escénica, en conexión con otra forma de intermedialidad espontánea, la del cine que, aparecido en la misma época, también incluye referencias a ilusiones famosas. Esta convergencia revela, en particular, la circulación técnica que existía entonces entre las artes escénicas, el cine y el diseño de escaparates, y plantea la cuestión de si los consumidores del espectáculo urbano de la época eran ingenuos o solo estaban fascinados por los procesos implementados.
El interés de Baum por esta atracción también arroja luz sobre la coherencia entre esta parte comercial de su producción, en un momento en el que aún no era reconocido como un especialista en maravillosos cuentos infantiles, y su obra posterior, en particular El mago de Oz y su secuela., tanto literario como cinematográfico. Varios críticos han resaltado la consistencia interna entre el arte de los escaparates, tal como lo concibe Baum, y los temas que posteriormente desarrolla, así como su práctica no solo de la intermedialidad, especialmente en sus vivencias cinematográficas, sino también de la transmedialidad, es decir, el desarrollo coherente de un mismo tema a través de varios medios.
Finalmente, la convergencia del tema de la mujer que desaparece entre varios medios, en particular en Baum, conocido por su cercanía a las tesis feministas, plantea interrogantes sobre el significado de este tema, así como interpretaciones sobre la relación con las mujeres inherentes a los espectáculos de ilusión y al cine.

## Del teatro a los escaparates
El viaje personal de Baum, del teatro al comercio y luego a la ciencia de la exhibición, se inscribe en el contexto de un creciente interés en los Estados Unidos por los escaparates, para los que se adaptan técnicas procedentes del mundo del teatro.

### Desarrollo del arte del escaparatismo

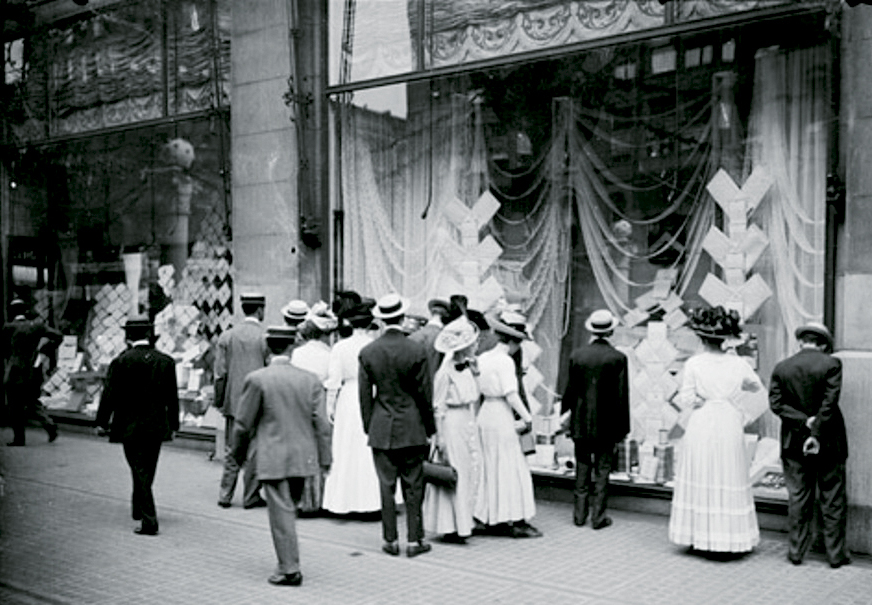
Escaparate de Marshall Field c. 1910.

Hasta finales de la década de 1880, la publicidad visual fue despreciada y asociada al circo. Antes de 1885 no había un diseño de escaparates propiamente dicho. La iluminación eléctrica era débil, el vidrio de mala calidad, los productos se amontonaban en los escaparates o, si el tiempo lo permitía, en la calle frente a las tiendas y, en muchos casos, las tiendas no tenían nada en su escaparate, bien porque consideraban que presentar en ellos sus productos podría haber tenido un efecto indeseable, o porque no sabían cómo organizarlos.

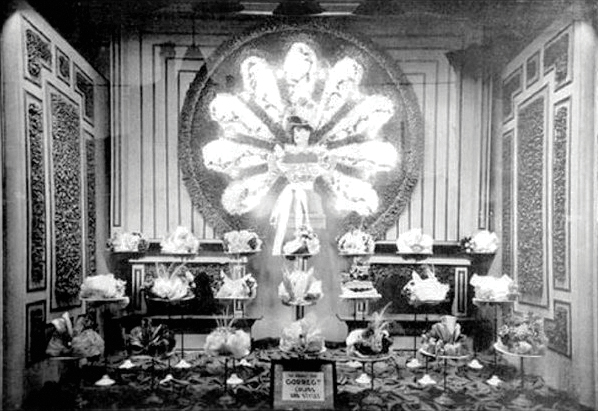
Escaparate de sombreros electrificado (c. 1900).

Por el contrario, desde principios de la década de 1890, los escaparates, en particular los de los grandes almacenes, fueron, según la expresión de una obra especializada de 1892, «concebidos arquitectónicamente con el único propósito de poder ser organizados correctamente». Esta transformación se inscribe en contexto más amplio: los grandes almacenes, con el objetivo de convertirse en lugares de consumo festivo, transforman su apariencia y adoptan nuevas tecnologías que resaltan el color y la luz, gracias en particular al uso del vidrio y la electricidad. Como señala William Leach, aparecen espejos de todo tipo que ayudan a crear una ilusión de abundancia, multiplicando sin cesar el reflejo de mercancías y clientes. Las vitrinas exteriores, potenciadas por el uso del color y de la iluminación eléctrica, aprovechan las nuevas técnicas de fabricación de vidrio, que permiten producir cristales más baratos, más grandes, más sólidos y más claros.

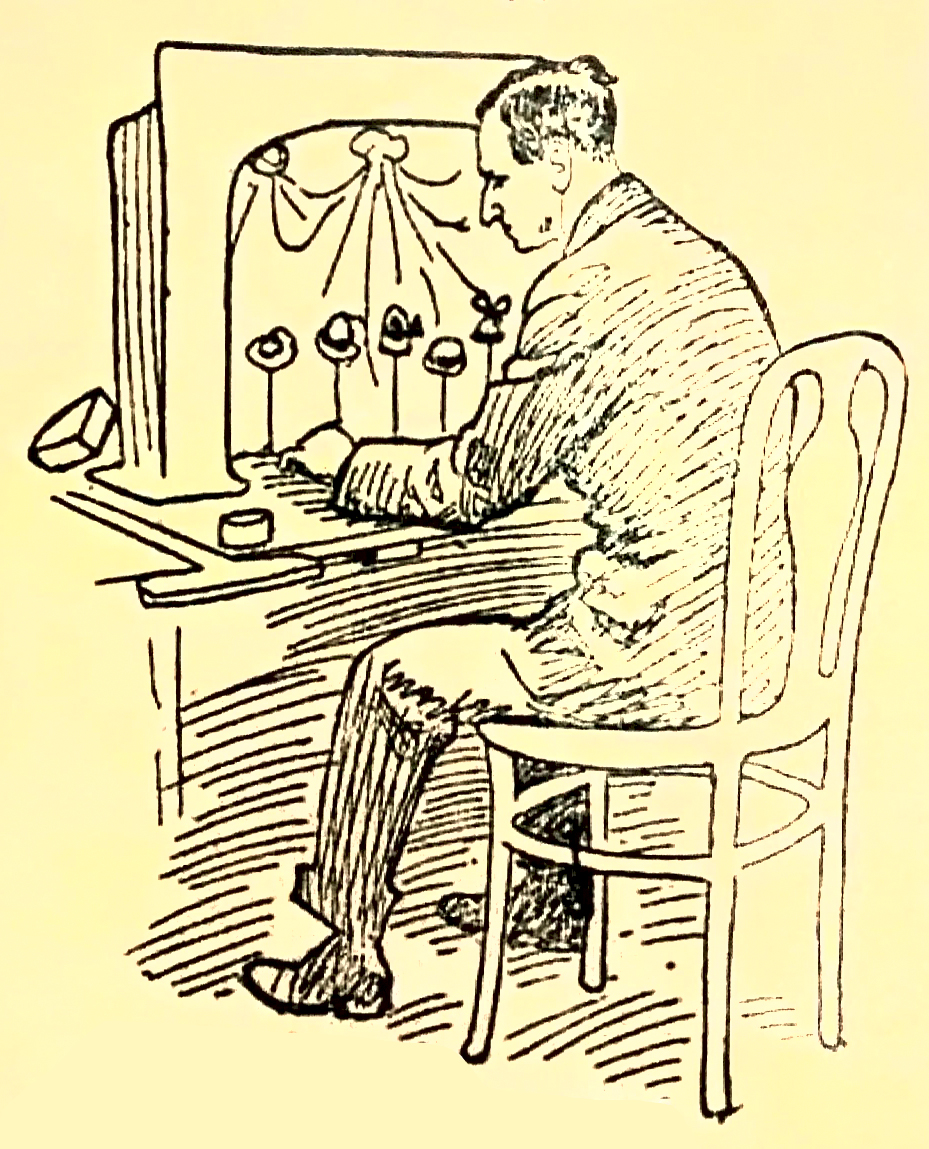
El escaparatista Oscar Lunddkvist componiendo una vitrina. Dibujo de la prensa sueca (1919).

Estas innovaciones conducen al desarrollo de la nueva profesión de escaparatista, que se supone que combina un «sentimiento artístico» con «ingenio inventivo» y «habilidad mecánica», sin olvidar la «perspicacia comercial». Nuevas publicaciones se dirigen a este público específico: en 1889, JH Wilson Marriott publicó un trabajo que pretende ser el primer manual estadounidense hasta entonces compilado para escaparatistas, y desde 1893 Harry Harman publicó en Louisville el primer periódico estadounidense enteramente destinado al escaparatismo. Emily Orr observa que esta profesión es entonces casi exclusivamente masculina y que existe «una dicotomía de género entre un productor masculino [de escaparates] y una consumidora femenina» de los productos allí presentados. Este desarrollo en el arte del escaparatismo se inscribe en el marco del auge, hasta finales de la década de 1890, en las técnicas de presentación de productos, incluido el cartel artístico, la valla publicitaria pintada y el letrero eléctrico. En 1895, Arthur Fraser fue contratado por Harry Gordon Selfridge, gerente de Marshall Field's, para dirigir la decoración de las vitrinas. A partir de finales de la década de 1890, creó vitrinas temáticas, concebidas como «teatros en miniatura de cara a la acera». La puesta en escena fue tan elaborada que la inauguración de seis vitrinas sobre un tema rojo en 1897 desató una «epidemia de rojo».
Según Cesare Silla, las ventanas de ese período, al representar la vida social y una nueva identidad urbana, pasan a ser percibidas como verdaderos escenarios, en los que se representa el drama de la vida social, lo que lleva a los escaparates a inspirarse en los medios mecánicos utilizados por el teatro. Además, la analogía con el teatro se hace literal por el uso frecuente de un telón, que se levanta por la mañana para permitir ver la presentación y se baja por la noche. La práctica teatral inspira igualmente las técnicas de puesta en escena del escaparate, incorporando algunos de los desarrollos del teatro victoriano que pretende, mediante un concepto que pone el énfasis en la flexibilidad e impactar al público con frecuentes cambios de decorado, en particular mediante trucos mecánicos adecuados para crear ilusión, como decorados montados sobre rieles o trampillas.

Trampilllas en teatro y en escaparate
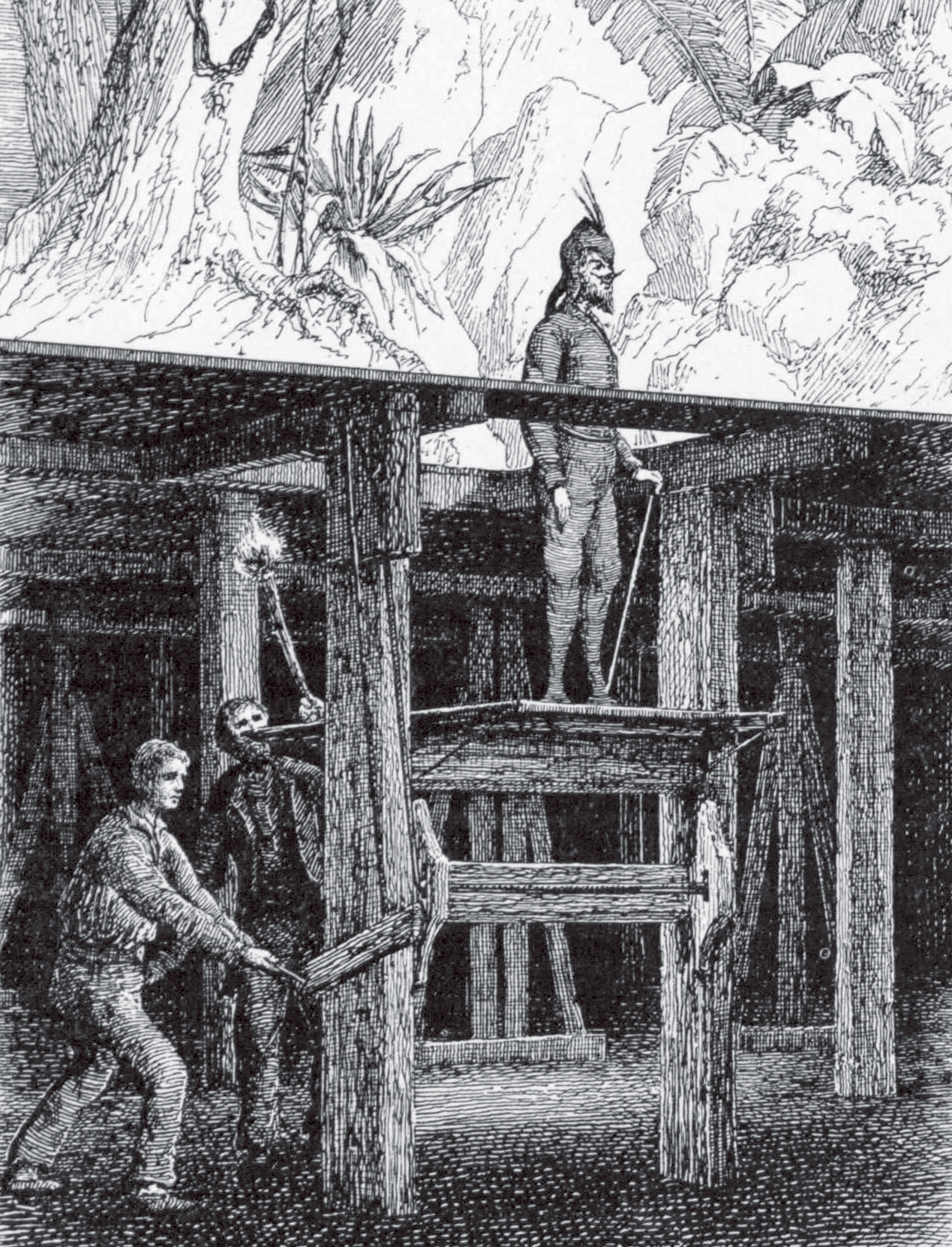
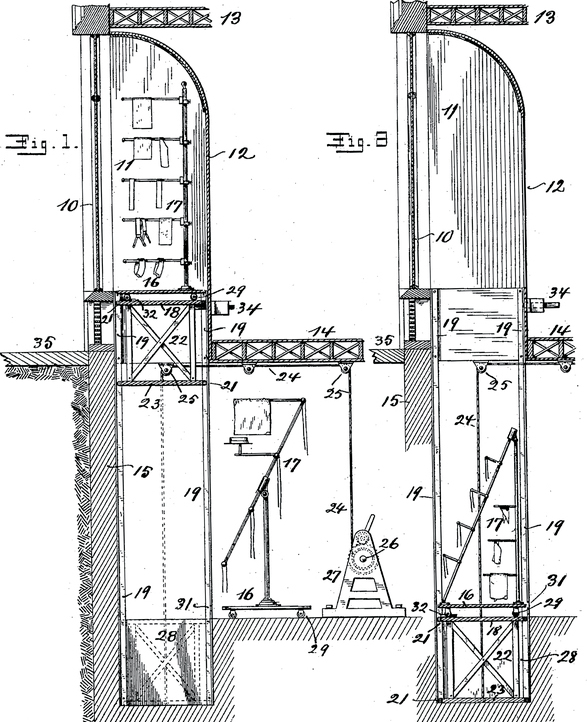

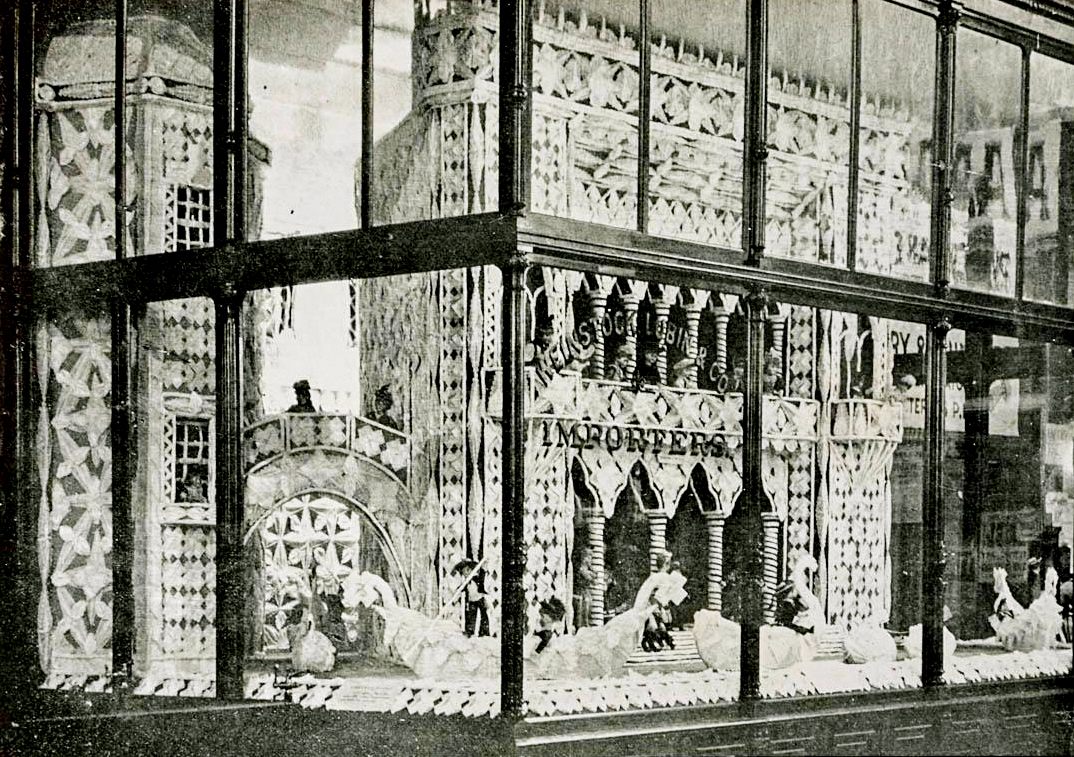
«Una escena en Venecia», escaparate de Charles Morton para los grandes almacenes Weinstock's de Sacramento.

Fiona Maxwell señala que si el desarrollo de los escaparates responde sobre todo a imperativos comerciales, los contemporáneos los perciben como una nueva forma de «arte práctico», que combina la búsqueda del lucro y la del mérito artístico, y considera que «las primeras vitrinas pueden contarse entre los fenómenos culturales sintomáticos de la cultura de masas estadounidense del cambio de siglo, centrados en la justificación de la diversión por sí misma. Maxwell agrega que «el teatro, el vodevil, los salones de baile, los circos, los parques de atracciones y los escaparates contribuían a una cultura de masas caracterizada por la participación del público, las diversiones mecánicas, los decorados exóticos y un sentido de l fascinación». Concluye que «lejos de resaltar una cultura basada en la aceptación y promoción de la codicia, las vitrinas [de la época] revelan una cultura de consumo entretejida de sentido artístico y gusto por la diversión, que funciona tanto como una forma de entretenimiento popular como unan forma de publicidad».

### Recorrido personal de Baum

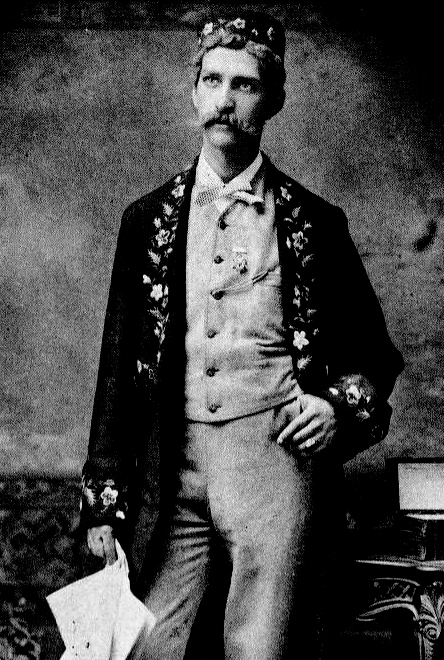
Frank Baum en 1882, en una obra de teatro escrita por él, The Maid of Arran.

Frank Baum nació en 1856 en un pueblo del estado de Nueva York. Poco atraído por la actividad industrial y financiera de su padre, se apasionó por el teatro desde su juventud, escribiendo obras de teatro, produciéndolas e interpretando su papel principal.

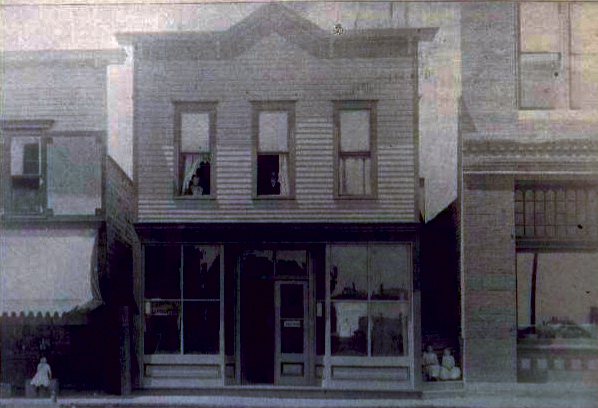
El bazar de Baum en Aberdeen e 1888, fotografiado por él mismo.

Casado en 1882, publicó su primer libro en 1886, dedicado a la cría de pollos de Hamburgo. En 1888, se unió a la familia de su mujer en Aberdeen, Dakota del Sur, donde abrió una tienda de artículos de bajo precio, Baum's Bazaar, siguiendo el modelo de Woolworth's fundado en 1879 en Utica. En 1891, una recesión económica en Dakota lo llevó a viajar a Chicago y aceptar un trabajo como representante comercial de porcelana, a menudo ayudando a las ferreterías rurales a mejorar la presentación de los productos que les vendía.
La ciudad de Chicago, donde se estaba preparando la Exposición Mundial Colombina de 1893, estaba entonces a la vanguardia de una transformación consumista marcada en particular por el uso de la iluminación eléctrica, el uso de placas de vidrio más grandes para los escaparates y el desarrollo del uso de estas últimas por grandes almacenes como Marshall Field's.

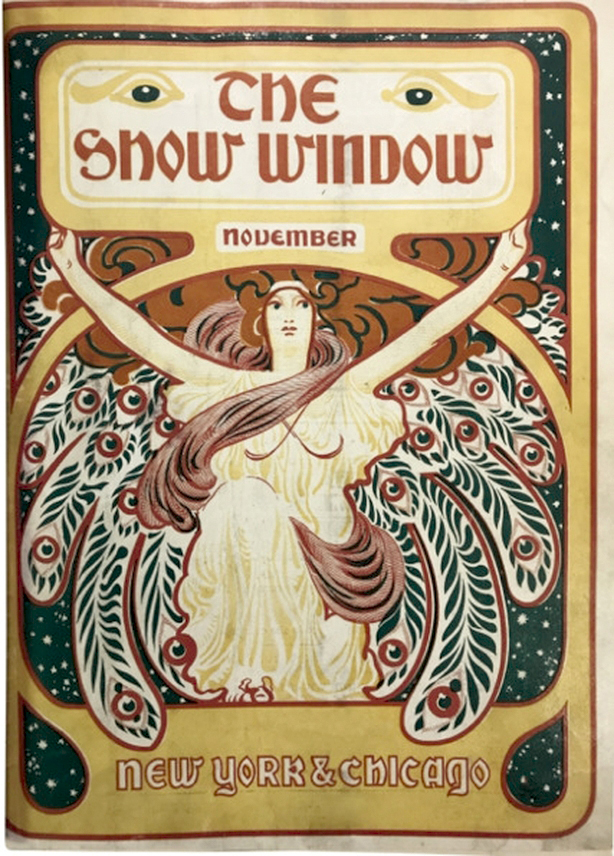
The Show Window, portada del primer número, noviembre de 1897.

Baum, ansioso por encontrar un trabajo que le permitiera dejar de viajar y convencido por su experiencia como representante de que la mayoría de los comerciantes aún no habían entendido los nuevos principios de «puesta en escena» de sus productos, se autoproclamó «gran maestro» del nuevo arte de la disposición de escaparates, y en noviembre de 1897 fundó The Show Window (El escaparate), una revista mensual de sesenta páginas destinada a escaparatistas, que él consideraba una revista de arte. Estaba ilustrada con numerosas fotografías, muchas de las cuales fueron tomadas por Baum. Al año siguiente, en 1898, fundó la primera asociación nacional de escaparatistas, que rápidamente tuvo doscientos miembros, lo que lo convirtió en una autoridad reconocida a nivel nacional en el tema, mucho antes de que se hiciera aun más conocido por sus libros infantiles. Baum explicaba a sus lectores que la función de un escaparate no es iluminar el interior sino vender los productos. Uno de los primeros consejos que daba a sus lectores era contratar a un actor que hiciera el papel de un rico paseante, que, al detenerse frente a la ventana para observarlo, atraería la imitación de otros transeúntes. The Show Window, descrito por Harry Gordon Selfridge como lectura «imprescindible», alcanzó a los pocos meses una tirada de varias decenas de miles de ejemplares, convirtiendo efectivamente a Baum en un reconocido experto en el tema. Como lo resume William Leach,

«The Show Window estaba a la vanguardia de un nuevo movimiento de comercialización diseñado para estimular el deseo de los consumidores durante todo el año. En este contexto, ayudó a cambiar la forma en que se presentaban los productos. Página tras página, recomendaba nuevas tácticas para captar la atención de los consumidores, especialmente aquellas por las que Baum tenía una fuerte preferencia personal, presentaciones electrificadas “espectaculares” de estrellas giratorias, “mujeres que desaparecen”, mariposas mecánicas, ruedas giratorias, globos luminosos incandescentes, todo para hacer que el cliente “mirase la vitrina”.»

En resumen, este proyecto editorial expresaba la percepción de Baum de las compras en tienda como una forma de entretenimiento, de acontecimiento.

Vitrinas puestas como ejemplo por The Show Window
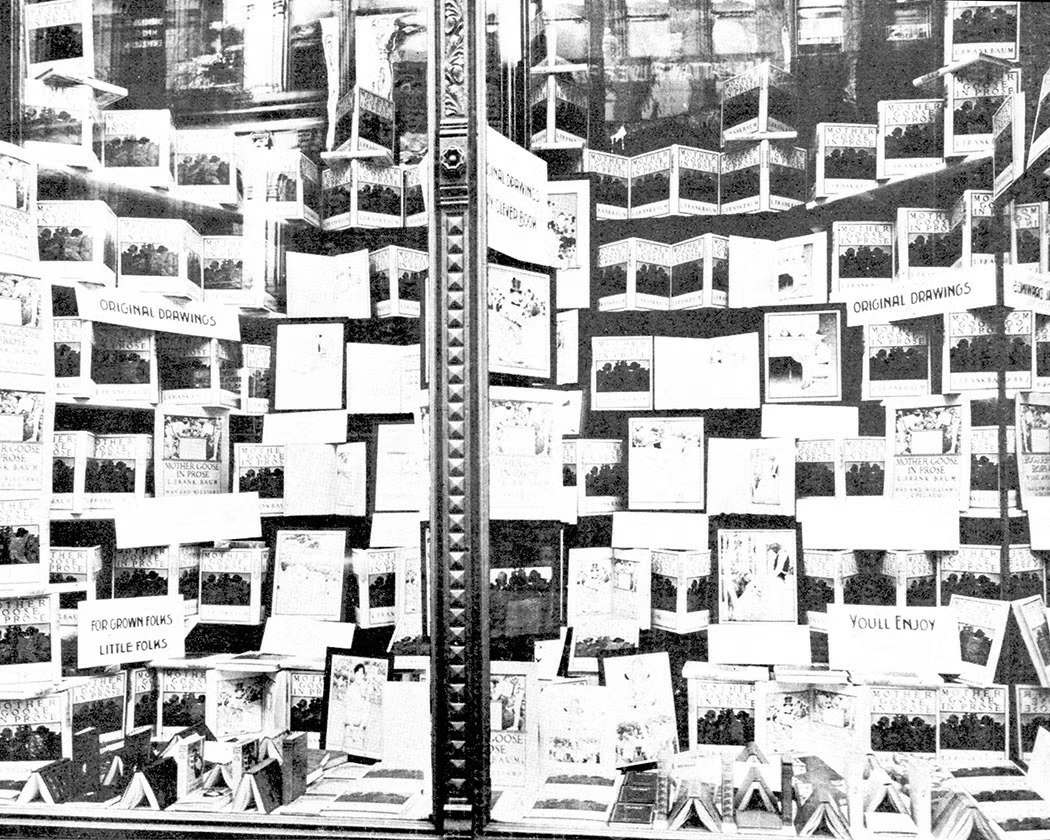
Libros en Carson, Pirie, Scott and Company. Building Carson Pirie Scott & Co
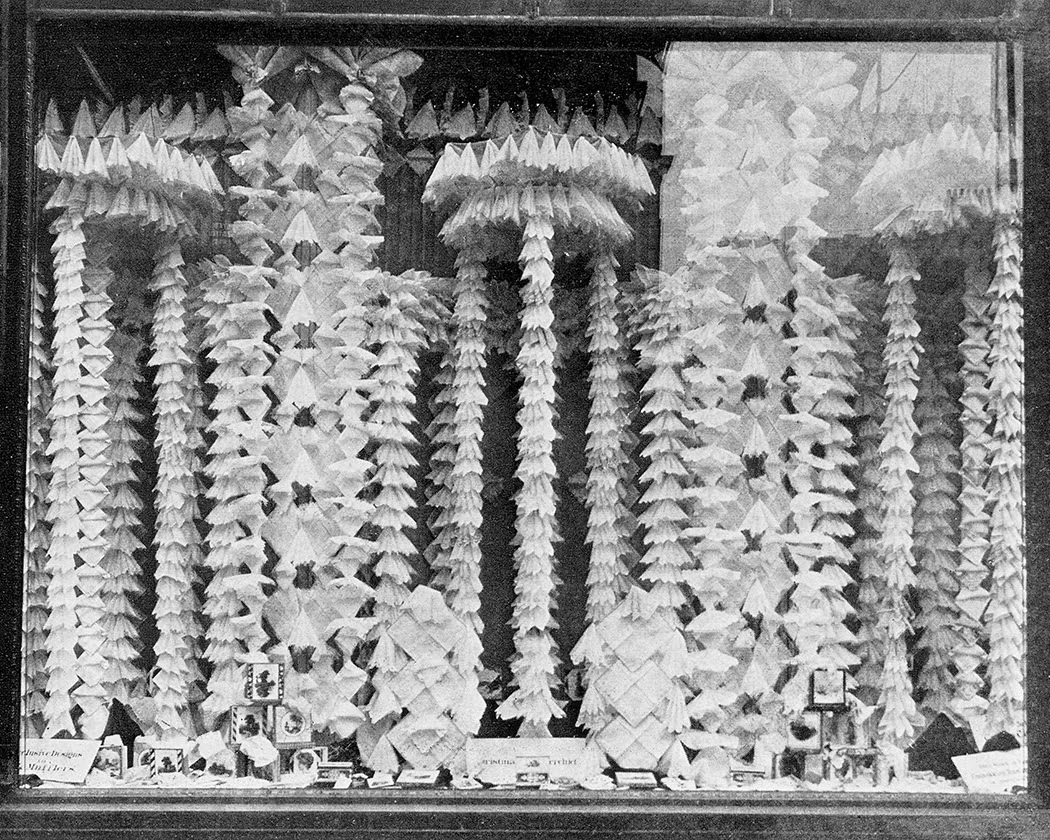
Pañuelos en Marshall Field's

## Vitrina mecánica

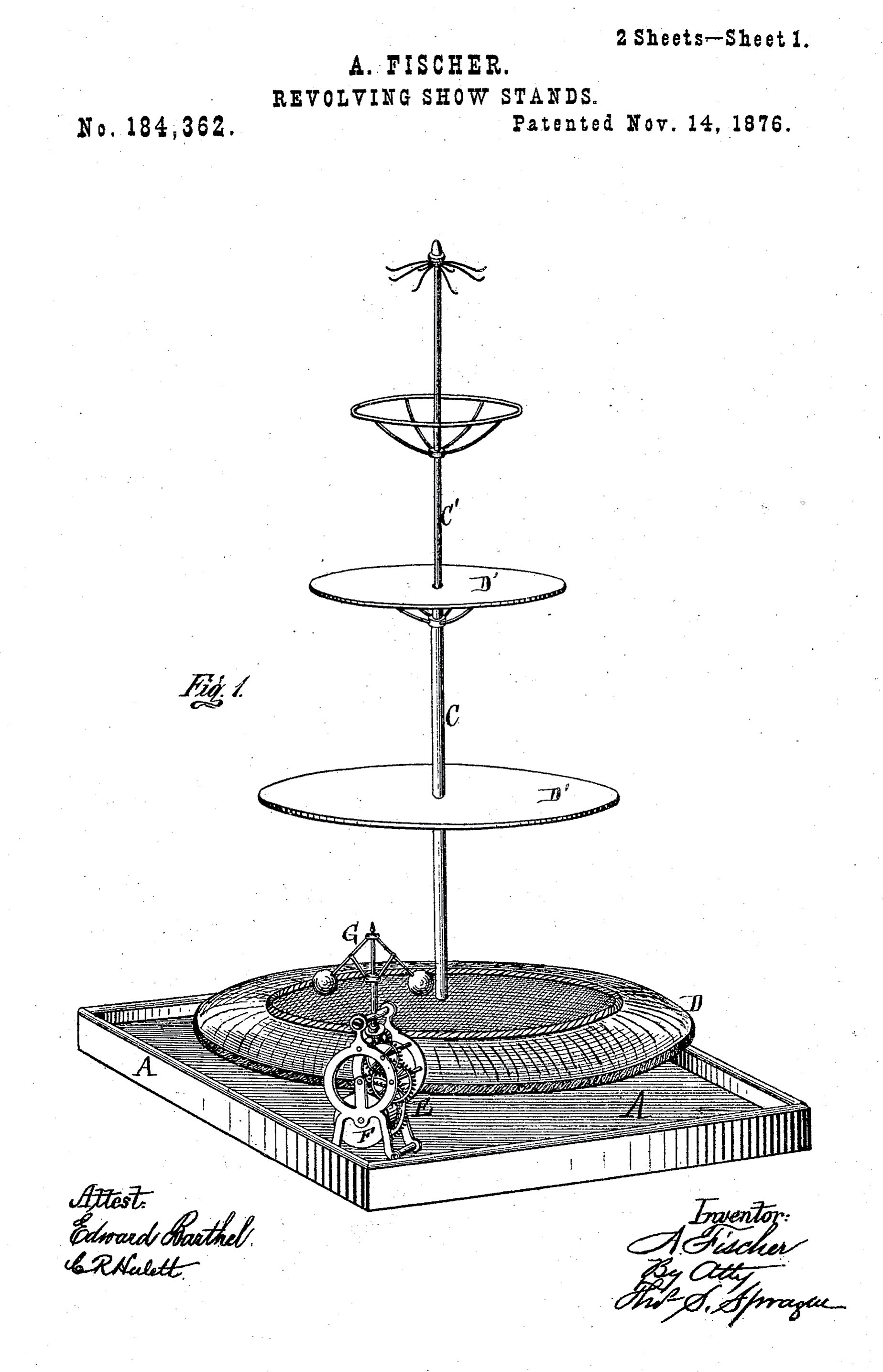
Patente americana de expositor rotatorio (1876)

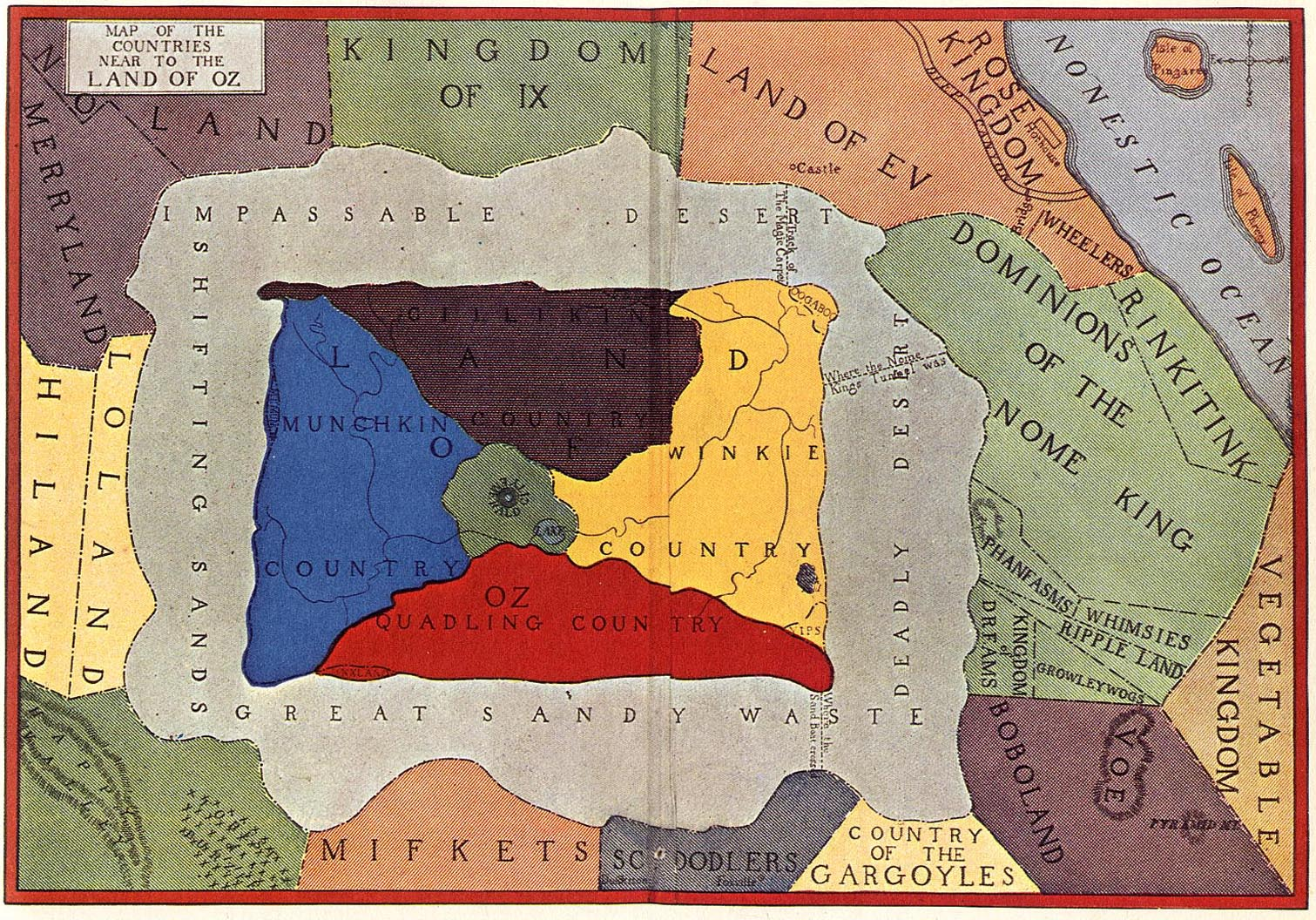
El mapa del universo de Oz permite al consumidor establecer el vínculo entre los diferentes productos culturales que ofrece Baum, utilizando una técnica publicitaria de codificación por colores.

El interés de Baum por las vitrinas mecánicas está en consonancia con el gusto de su época. Anne Friedberg evoca a este respecto la relación que Émile Zola establece en El paraíso de las damas de los grandes almacenes con una «máquina que funciona a alta presión y cuyo movimiento habría llegado a los escaparates» que, «con rigor mecánico», mete a los clientes, los aturde bajo la mercancía y los arroja a la caja registradora. El desarrollo de los escaparates en las tiendas americanas estuvo asociado desde sus inicios al uso de dispositivos mecánicos. En 1876, Albert Fischer presentó la patente de una vitrina giratoria cuyo propósito era llamar la atención de los transeúntes a través de su mecanismo. En 1881, la tienda Ehrich de Nueva York presentó un notable escaparate navideño, con el tema de un circo de muñecas, que probablemente fue el primer escaparate mecanizado en Estados Unidos. En 1883, Macy's presentó a su vez una vitrina de juguetes animados por una máquina de vapor para Navidad. En los años siguientes se desarrollaron escaparates que utilizaban animaciones mecánicas, con el triple interés de atraer a los transeúntes a través de su movimiento, despertar su curiosidad por comprender el modo de funcionamiento y, en el caso de los dispositivos giratorios, mostrar diferentes aspectos de los productos en el mismo escaparate. En 1893, Robert Faries vendió a los escaparatistas una plataforma giratoria para un busto que «da apariencia de vida a una vitrina» y «nunca deja de llamar la atención».

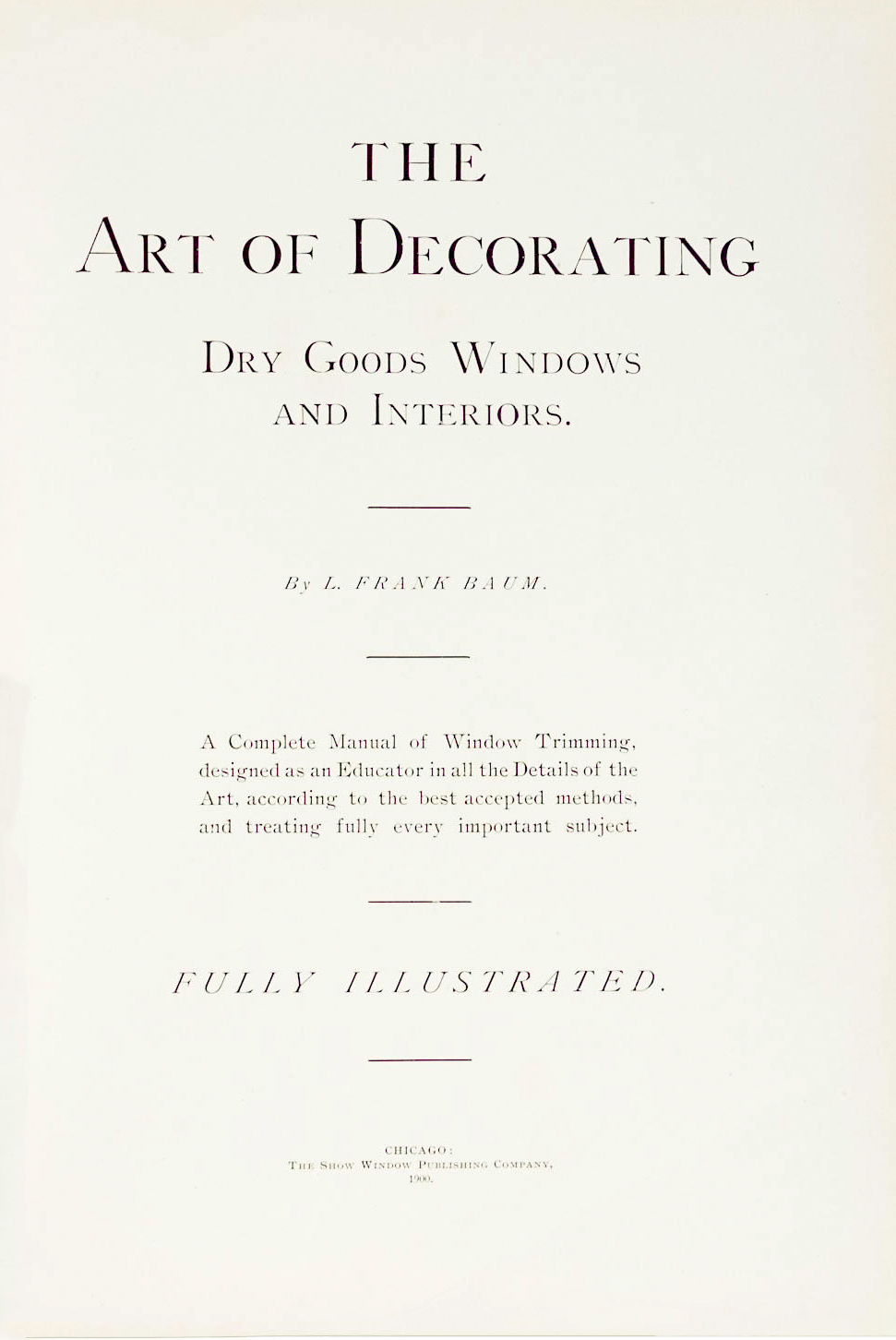
Título de la obra de Baum sobre el escaparatismo (1900)

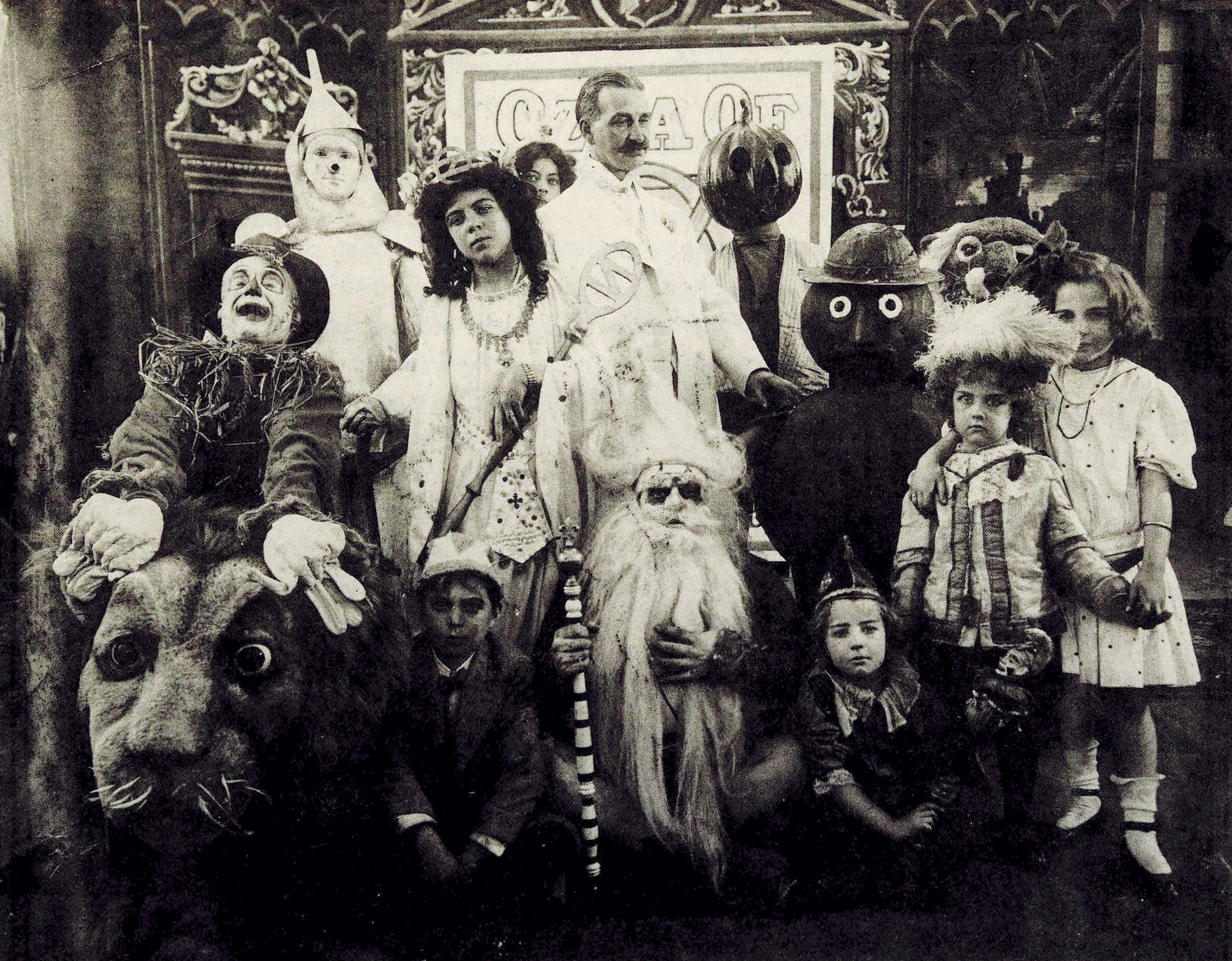
Una de las escasas fotografías aún existentes del espectáculo Fairylogue and Radio-Plays (1908).

En 1900, el año en que publicó El mago de Oz, el libro que lo haría famoso, Frank Baum también publicó The Art of Decorating Dry Goods Windows and Interiors (El arte de decorar escaparates e interiores), a menudo considerado, erróneamente, como la primera obra estadounidense enteramente dedicada a este tema.
En este trabajo, Baum presenta, con ayuda de esquemas, fotografías y descripciones, los medios a disposición del escaparatista para lograr lo que el académico Stuart Culver analiza en 1988 como efectos de «brujería», asimilables a una «irrupción teatral» en el paisaje urbano. Según Baum, la función del escaparate es contar una «historia legible» a la “multitud de transeúntes” con el fin de «avivar su codicia» e «inducir la venta».
Como señala Stuart Culver,

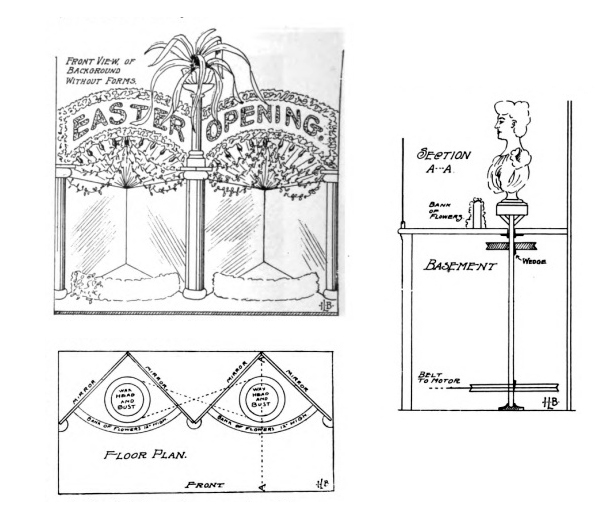
En esta instalación presentada por Baum, unos bustos rotatorios gracias a un motor se reflejan hasta el infinito en unos espejos.

Baum equipara el interés estético de los escaparates con el uso de dispositivos mecánicos. Y afirma:
«Los escaparatistas inteligentes y observadores han descubierto que el secreto de las vitrinas exitosas es tener un dispositivo mecánico en segundo plano que llame la atención y después presentar los productos de una manera tan ingeniosa que la gente note su excelencia y desee comprarlos». Según Baum, este hecho se debe a una motivación psicológica:

«La gente es curiosa por naturaleza. Se detendrán siempre para examinar cualquier cosa que se mueva y disfrutarán estudiando el mecanismo o intentando comprender como se ha conseguido el efecto.»

Rachel Bowlby, evocando los maniquíes sin cabeza del escaparate de los grandes almacenes descritos por Zola en El paraíso de las damas, subraya que el uso de tales dispositivos es característico de «la fragmentación y cosificación de las mujeres en los grandes almacenes organizados en secciones», y Stuart Culver señala que los «fragmentos de formas humanas», en particular los maniquíes mecánicos, son un aspecto recurrente del tratado de Baum; constituyen «la herramienta esencial» del escaparatista, «una máquina que simultáneamente atrae la mirada de los transeúntes y los dirige hacia los productos exhibidos» contándoles una «historia legible». A pesar de la afirmación de Baum de que los dispositivos mecánicos venden productos, sin embargo, reconoce, al menos implícitamente, según Culver, que puede haber una «imposibilidad de mantener la presencia adicional de la maquinaria teatral que satisfaga adecuadamente las necesidades del comercio», ya que estos dispositivos se promocionan sobre todo a sí mismos. Culver reconoce esto cuando Baum recomienda que los escaparatistas anuncien sus próximos escaparates mecánicos con anticipación, por ejemplo, colocando un letrero que diga: «Atentos a este escaparate».

Vitrinas mecánicas para artículos de sombrerería
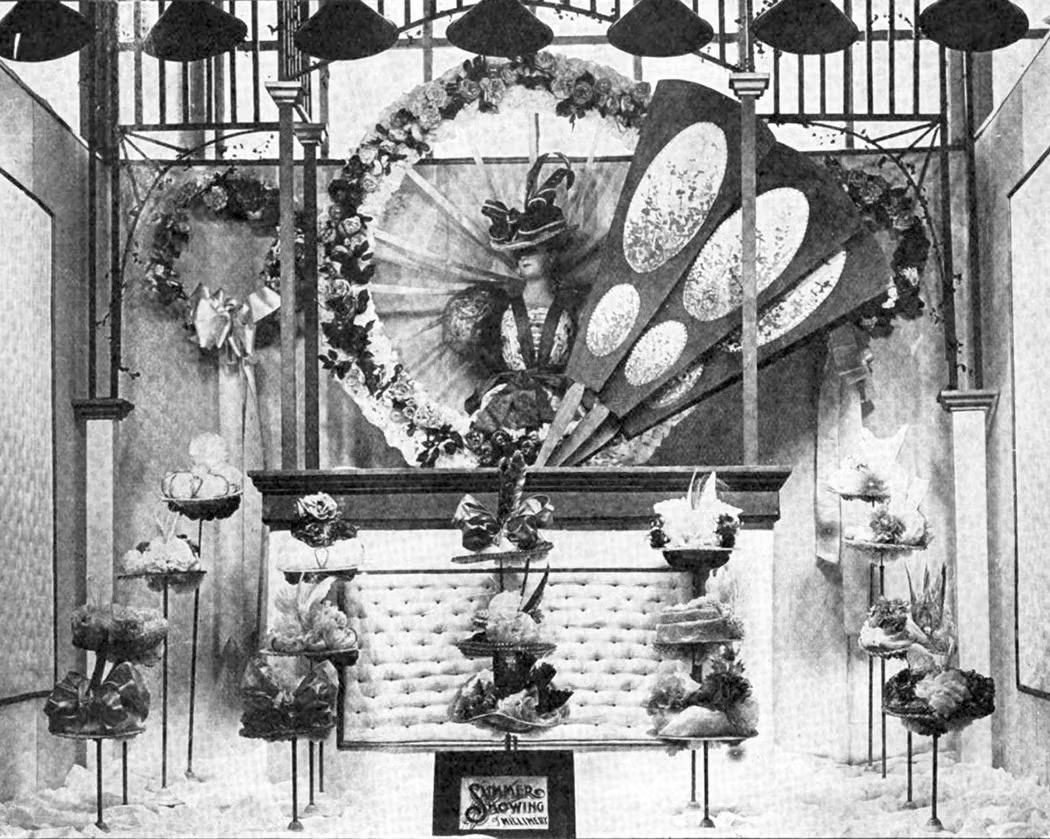
Abanico
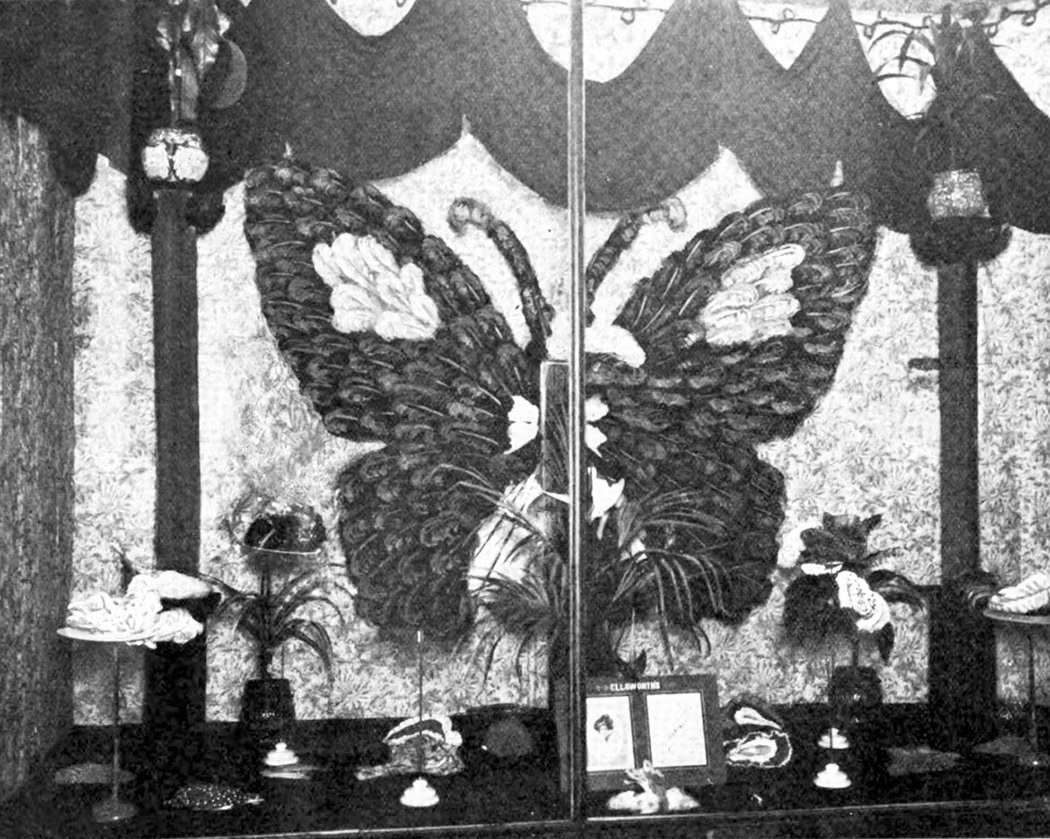
Mariposa

## Análisis feministas

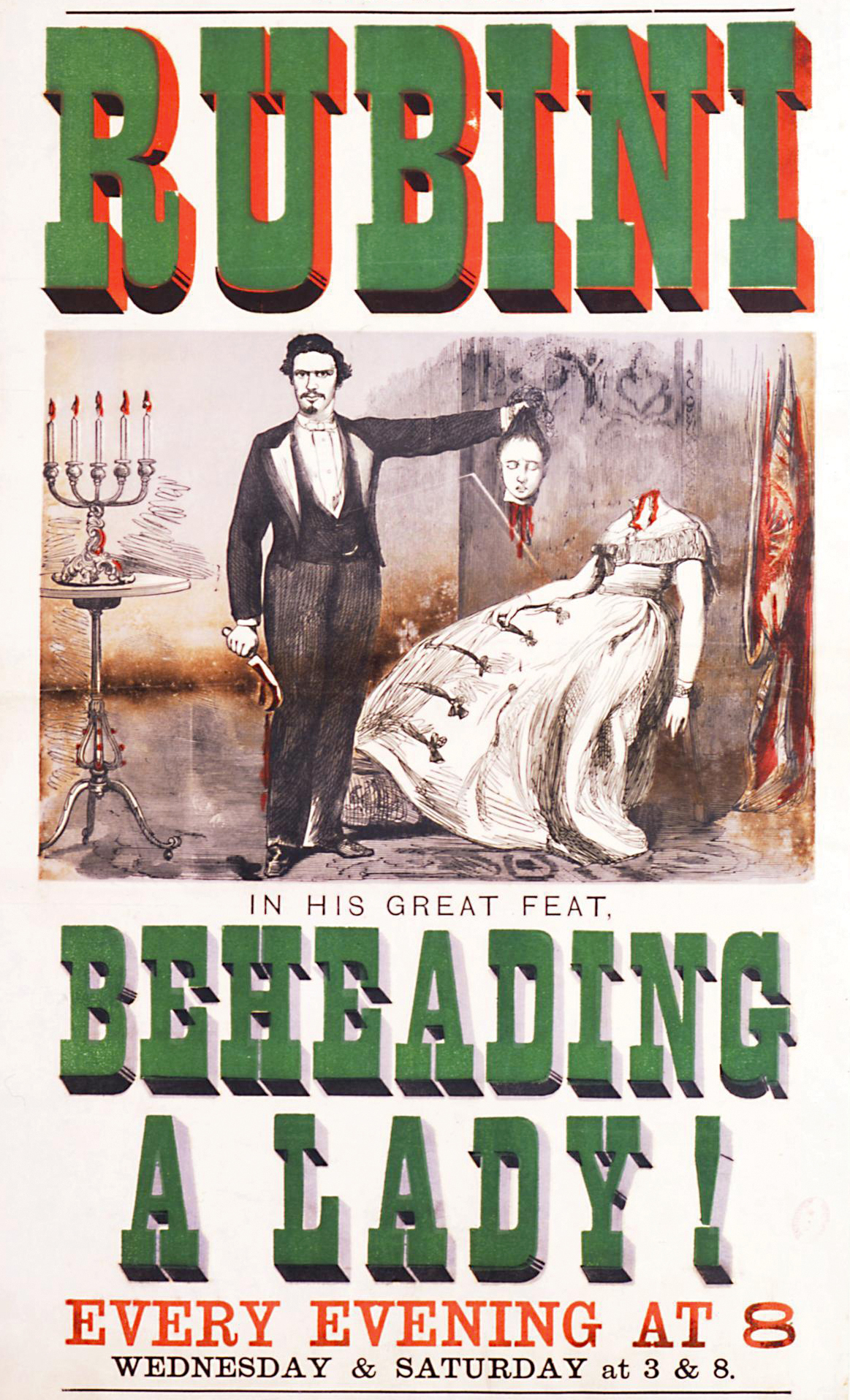
En 1869, Rubini, el sucesor de Stodare en el Egyptian Hall de Londres, decapita a su comparsa con «discreta despreocupación».

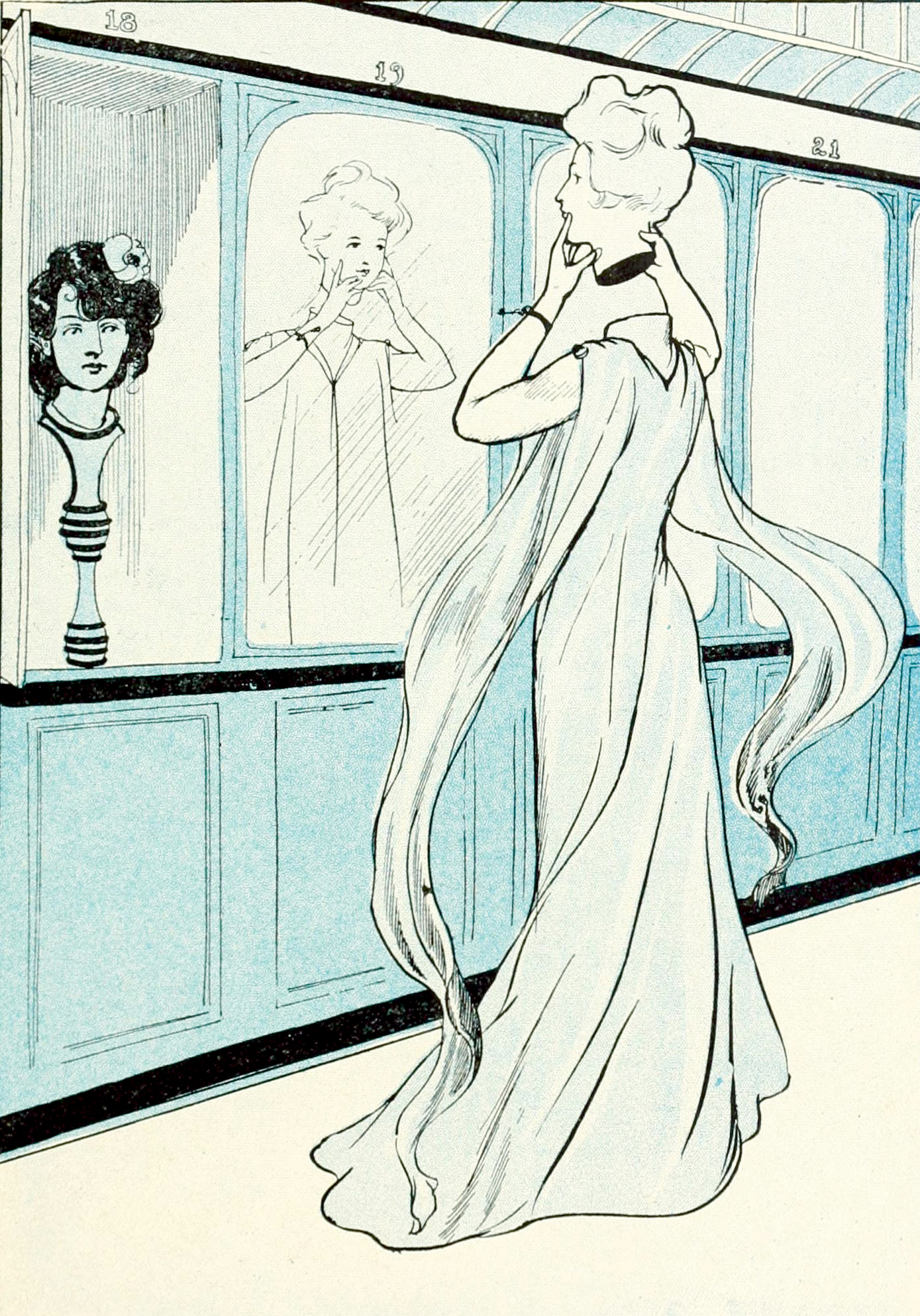
Ilustración de John Neill para Ozma of Oz (1907). Según Mary Ann Doane, la imagen cinematográfica es para la espectadora «a la vez vitrina y espejo, siendo la primera un medio de acceder al segundo».

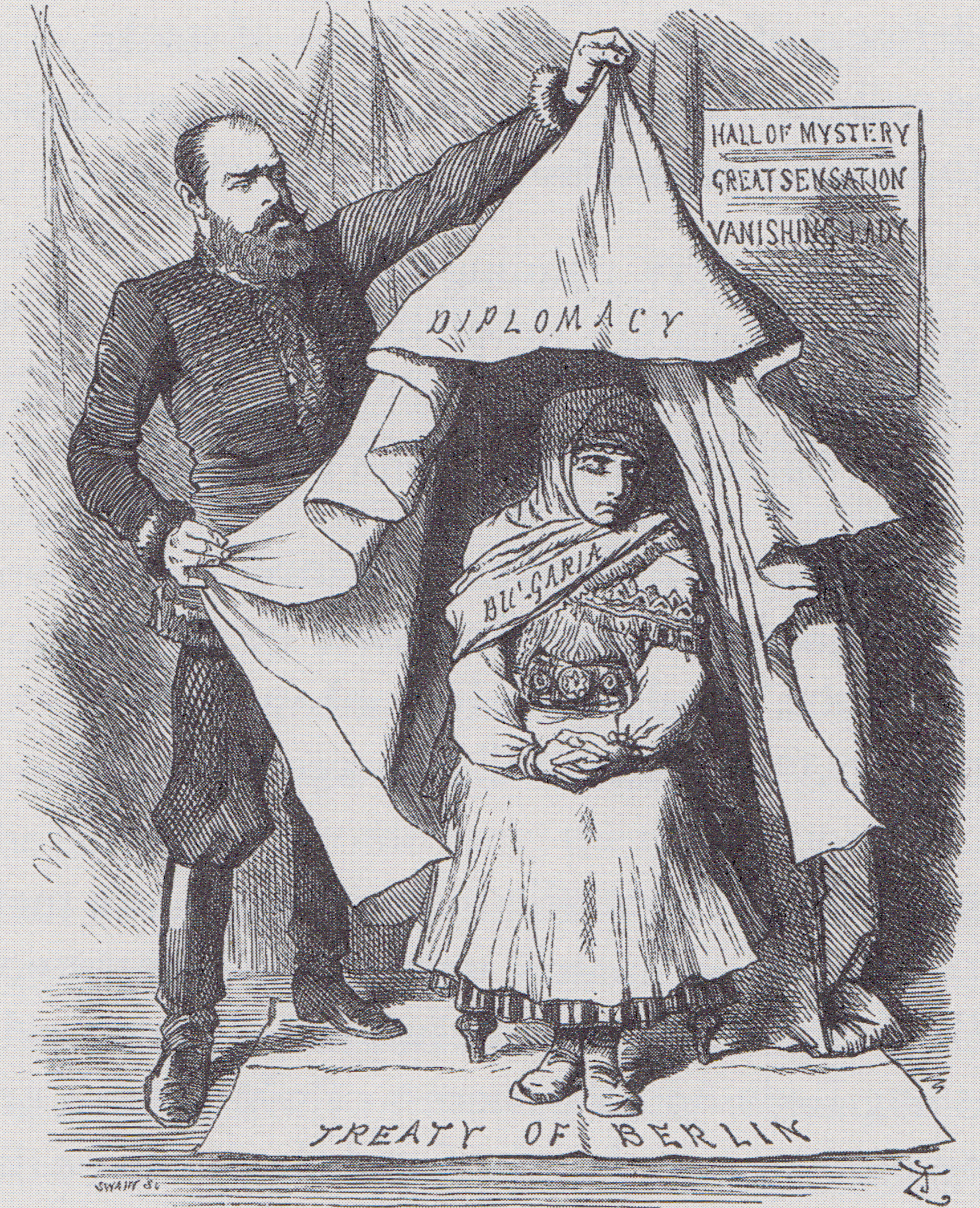
Caricatura del escamoteo de Bulgaria por Rusia en 1886, que manifiesta, según
Beckman, la violencia misógina inherente al truco.

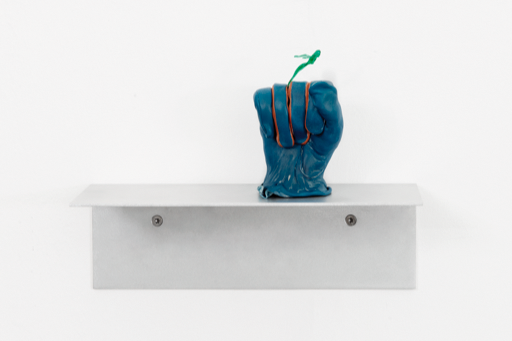
The Vanishing Lady d'Émilie Pitoiset (2017), presentado en Berlin en 2017 en el marco de la exposición epónima.

## Relación con El mago de Oz

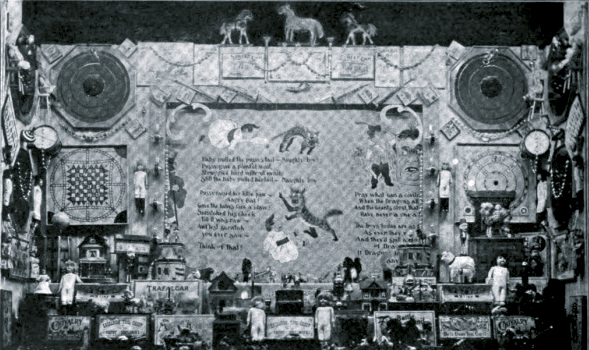
Vitrina con las ilustraciones de Denslow para Father Goose.

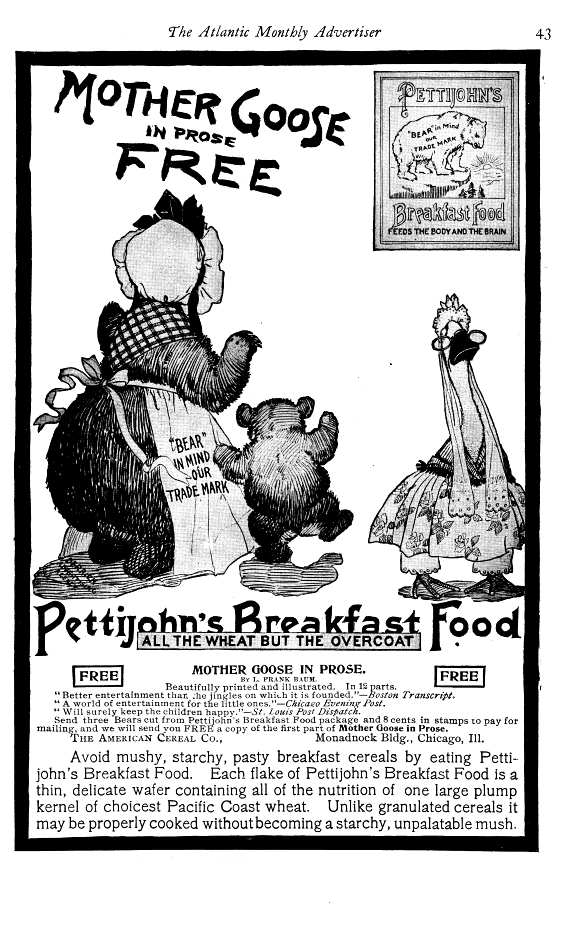
Anuncio del libro de Baum Cuentos de Mamá Ganso.

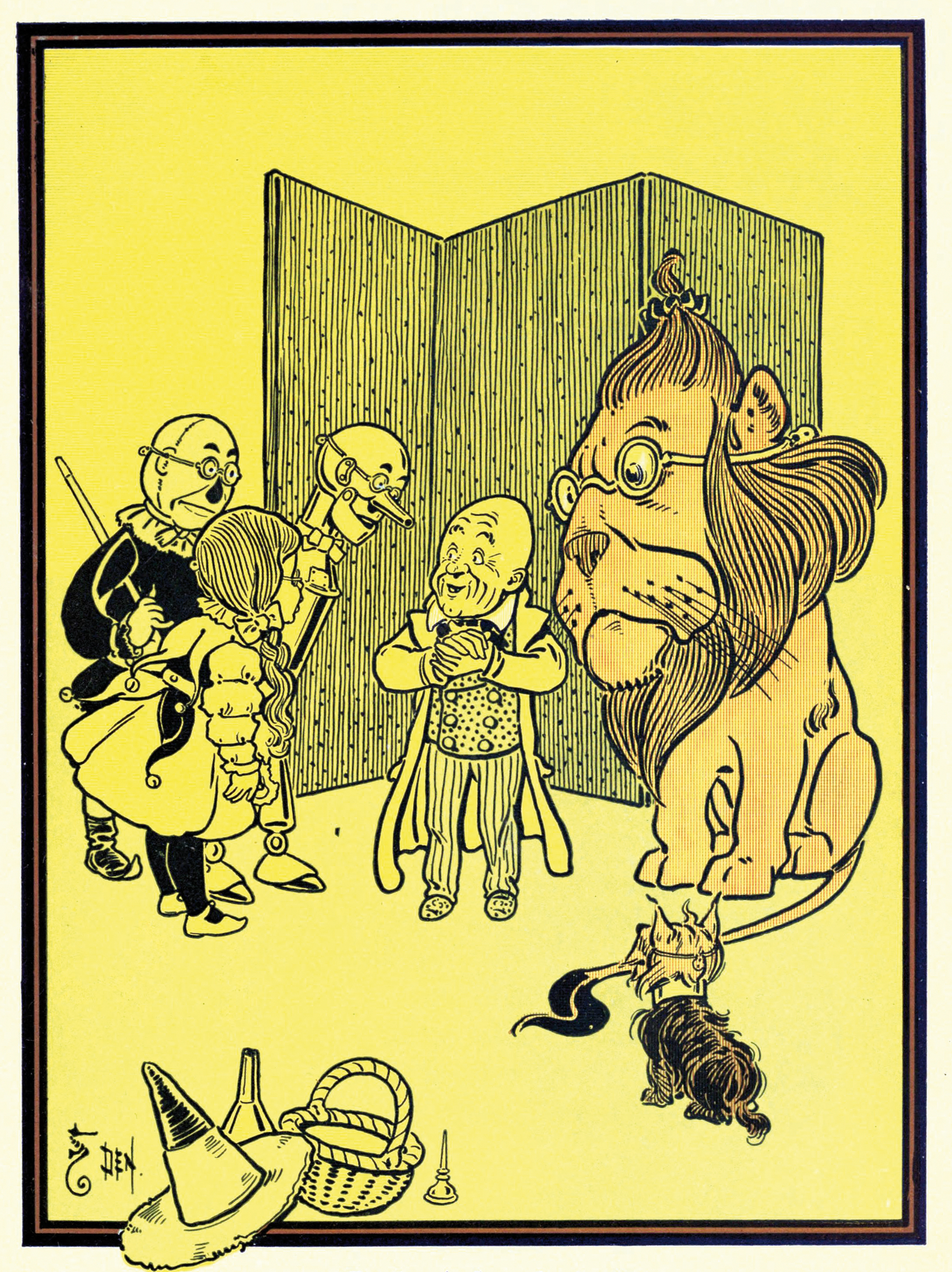
Ilustración de Denslow para El mago de Oz: «¡Exactamente, declaró el hombrecillo frotándose las manos […] Soy un charlatán».

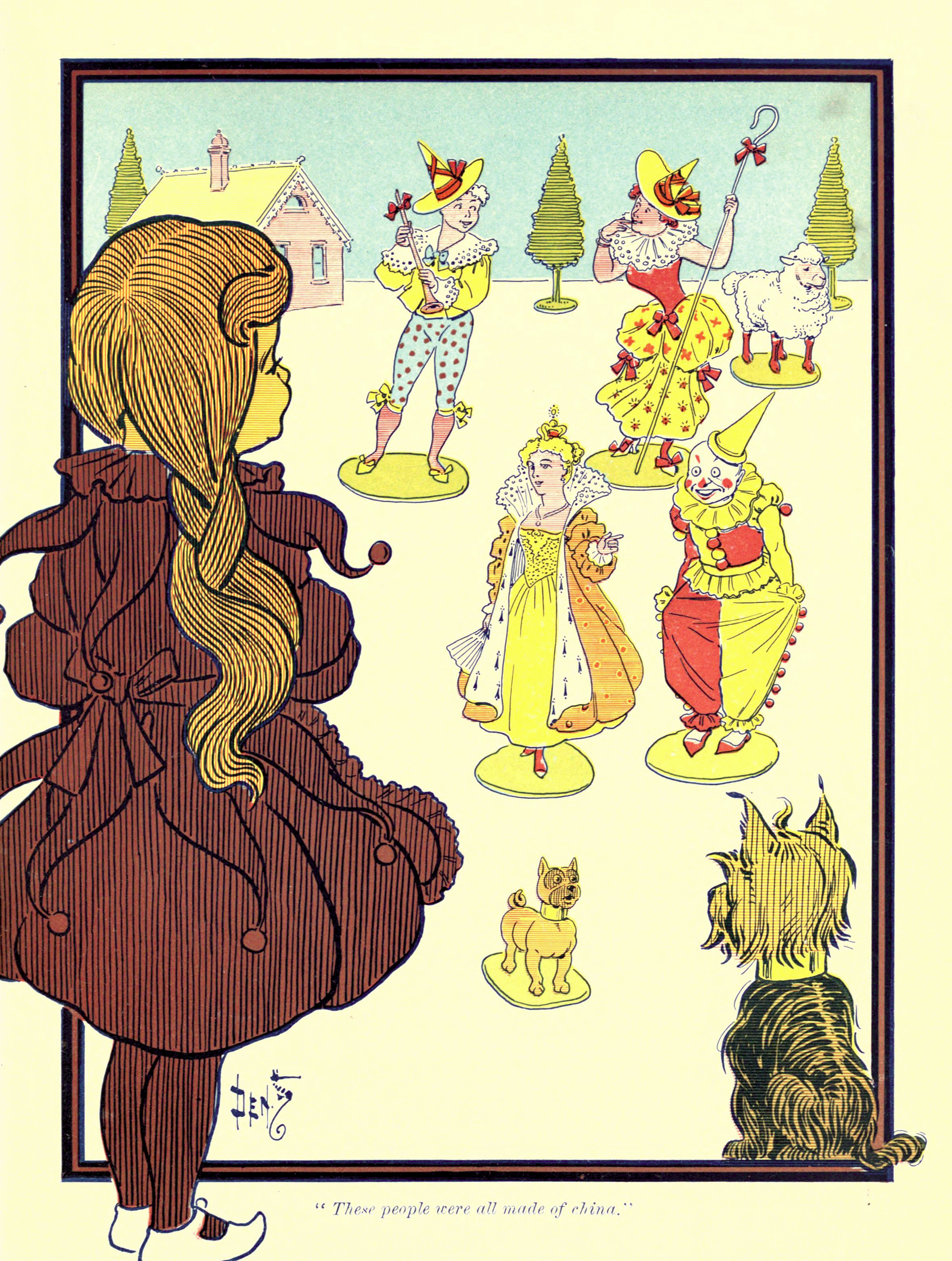
En El mago de Oz, Dorothy, al renunciar a traer de regreso a Kansas una figura de porcelana, demuestra el poder de seducción de la «vitrina».

## Vitrina de ilusiones
La vitrina de ilusiones propuesta Baum se basa en una tradición ferial de ilusiones, derivada de «La Esfinge», un truco creado en el Reino Unido en 1865 y popularizado en los Estados Unidos por Henry Roltair en forma de instalaciones fijas de feria.

### Herencia ferial

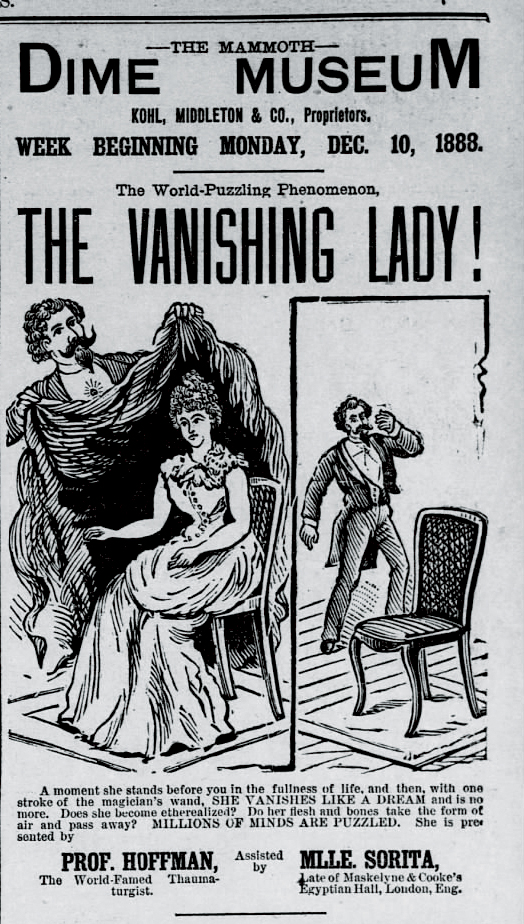
Publicidad de 1888 para un dime museum.

Según Baum, uno de los mejores métodos para atraer la atención de la clientela es la presentación en el escaparate de una pieza central que sea una ilusión, un proceso que el encuentra en los museos de diez centavos (dime museums) y las atracciones de feria. En siglo XIX las atracciones de feria eran una «fiesta para los ojos», para el espectáculo no solo de monstruosidades y rarezas, sino también de trucos e ilusiones ópticas. El «Museo americano», fundado en 1841 por Phineas Taylor Barnum, se había convertido en una de las atracciones más populares del país. A este respecto, Courtine evoca los análisis de Walter Benjamin sobre el desarrollo de la «peregrinación de las mercancías», en particular en el marco de exposiciones universales como la de Chicago en 1893, que conforman, con las atracciones de feria, un momento del desarrollo de «la industria del recreo», entre la feria y la industria del cine.

### Distinción entre ilusión y prestidigitación

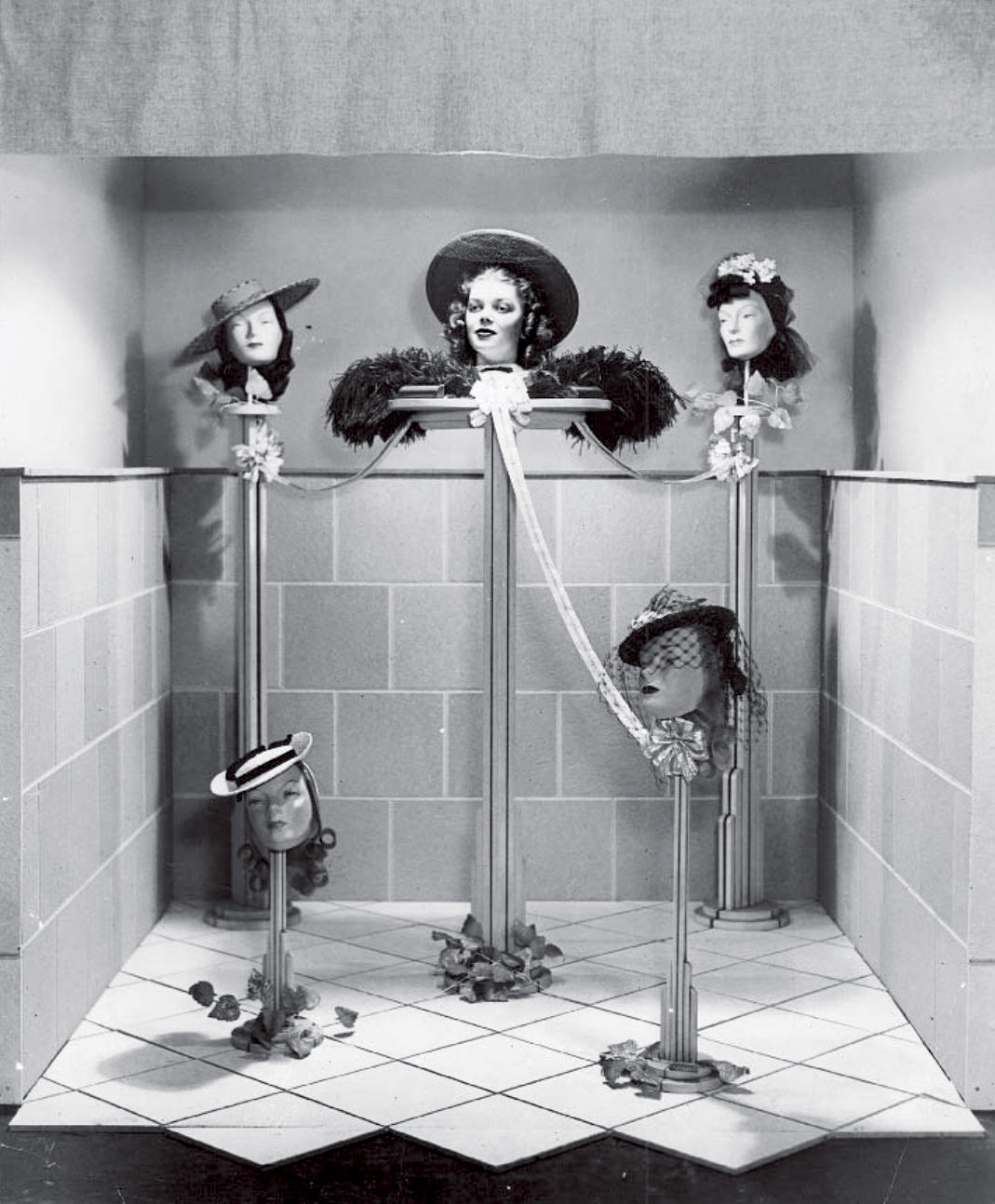
Ilusión de escaparate en Syracuse hacia 1947.

De manera más general, un manual de 1903 destinado a los escaparatistas subraya que estas ilusiones se toman del registro del espectáculo de magia y consisten en una disposición de pantallas y espejos destinados a engañar la mirada del observador y que, «puesto que forman siempre una atracción de gran interés», se utilizan a menudo como «características especiales» de la disposición de los escaparates. El término «ilusionista» se opone al de «prestidigitador»: en la práctica, se separa de la destreza del operador de la prestidigitación en sentido estricto. El observador se convierte en «el lugar y el productor de [la] sensación». Ya no se trata de aplicar el principio de «distracción de la mente», de distracción de la atención, defendido por Robert-Houdin, sino de crear una ilusión repetible, gracias a un «fuera de campo perceptivo» y dentro del marco de un dispositivo escénico especialmente diseñado para este fin, del cual la vitrina de ilusión es heredera. Como señala James Cook, la oposición entre ilusionismo y prestidigitación a finales del siglo XIX abarca varios aspectos: un desencanto, es decir, un desprendimiento explícito de lo sobrenatural, la aprehensión del ilusionismo como forma de investigación científica y la preferencia por entretenimiento público urbano sobre los tradicionalmente limitados a un círculo más íntimo. La estética del ilusionismo también es central en la formación de los estilos y las técnicas del cine, al que los influye junto al arte de los escaparates y que comparte algunos de los problemas de este último.

### El ejemplo de Baum

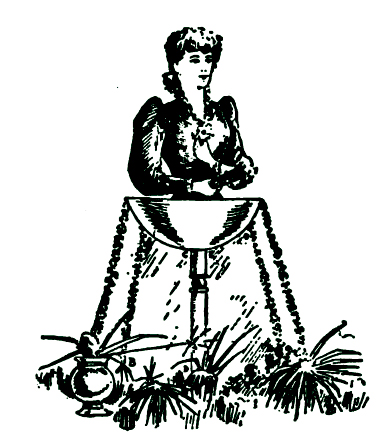
Ilusión de vitrina descrita por Baum.

Baum da el siguiente ejemplo de tal ilusión:

«Consiste en una hermosa joven cuya parte inferior del cuerpo es invisible para los espectadores y cuya parte superior parece descansar en un pedestal y tener una existencia independiente. El efecto de la ilusión es muy sorprendente. Se produce de una manera muy sencilla: se dispone un pedestal de madera según el diagrama (ver ilustración), la parte superior consta de un cuenco hueco que descansa sobre una pilastra maciza y sobre una parte suficiente de la parte superior del cuenco recortado, para permitir que la joven que forma parte de la ilusión se coloque detrás de la pilastra y (aparentemente] en la parte superior del pedestal».

La descripción que hace Baum del dispositivo utilizado omite un punto fundamental: el uso de dos espejos y la aplicación del principio óptico según el cual el ángulo de reflexión es igual al ángulo de incidencia. De hecho, son dos espejos inclinados a 45 grados, que reflejan las paredes laterales para ocultar la parte central, lo que hace posible esta ilusión. Además, como señala Rebecca Loncraine, el contexto de esta ilusión lo explica el propio Baum en un artículo de The Show Window, donde evoca el famoso truco de la «cabeza parlante» que parece estar colocada sobre una mesa bajo la cual no se ve el cuerpo.

### «La Esfinge» y sus variantes

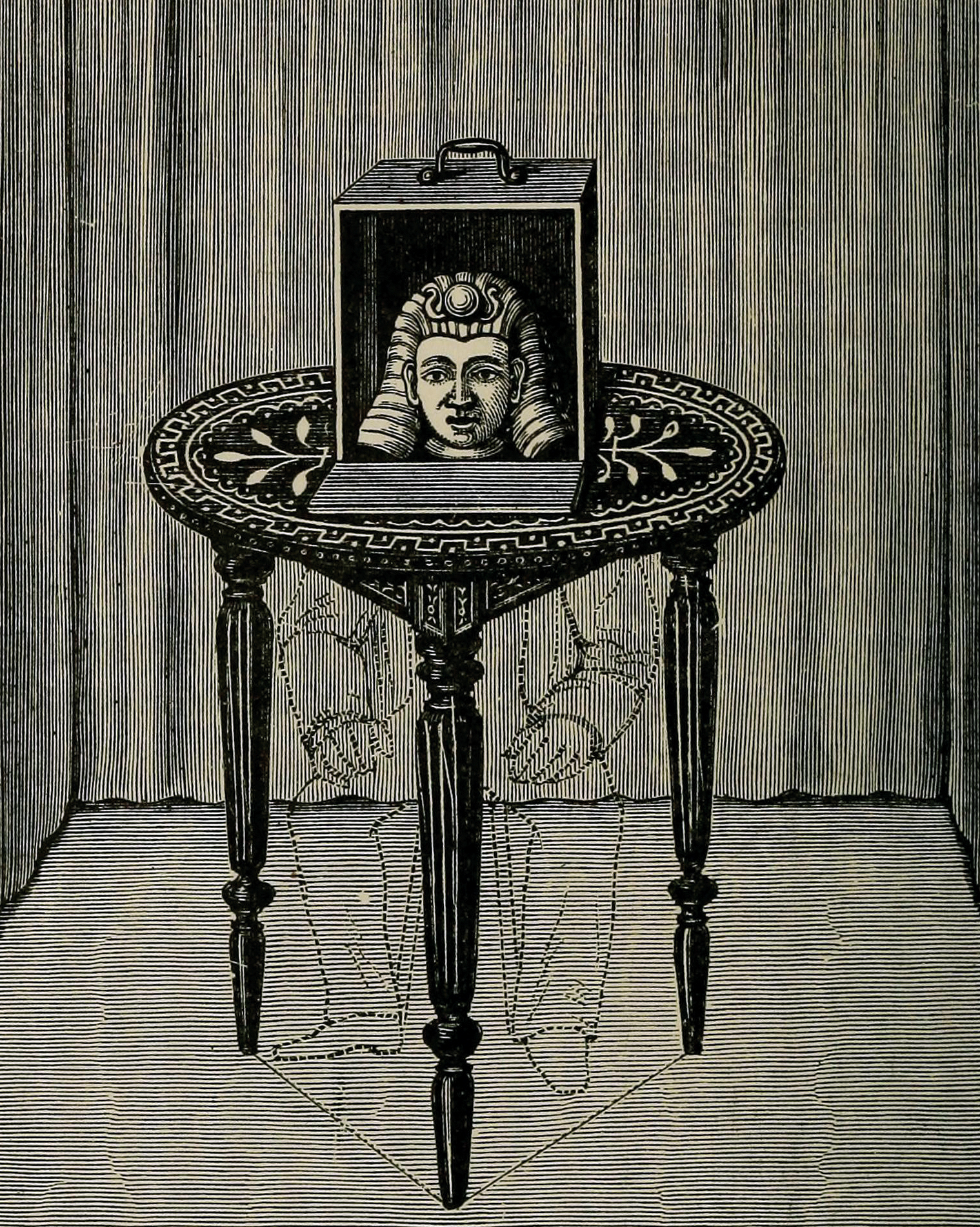
La ilusión de «La Esfinge» presentada en 1865 por el coronel Stodare.

Este dispositivo, diseñado por Thomas Tobin, fue utilizado por primera vez en 1865 en Londres por el mago y ventrílocuo inglés Joseph Stoddart, conocido como «coronel Stodare», en un truco llamado «La Esfinge», donde dos espejos inclinados a 45 grados ocultan la cuerpo del gancho de quien solo vemos la cabeza. Esta ilusión ha dado lugar a muchas adaptaciones, incluida la de la «cabeza parlante» y la «media mujer».

Variantes femeninas de «La Esfinge»
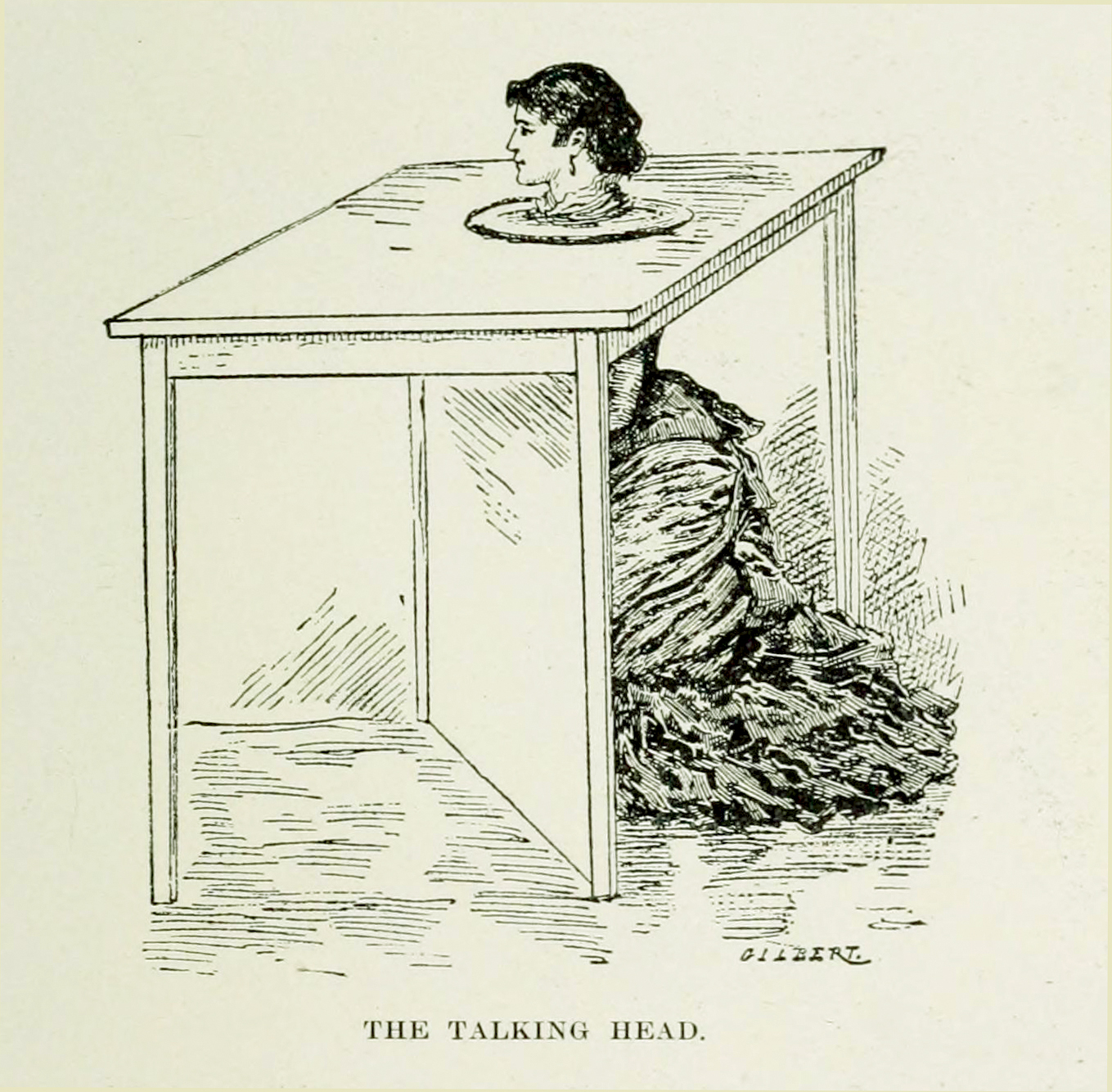
«Cabeza parlante»
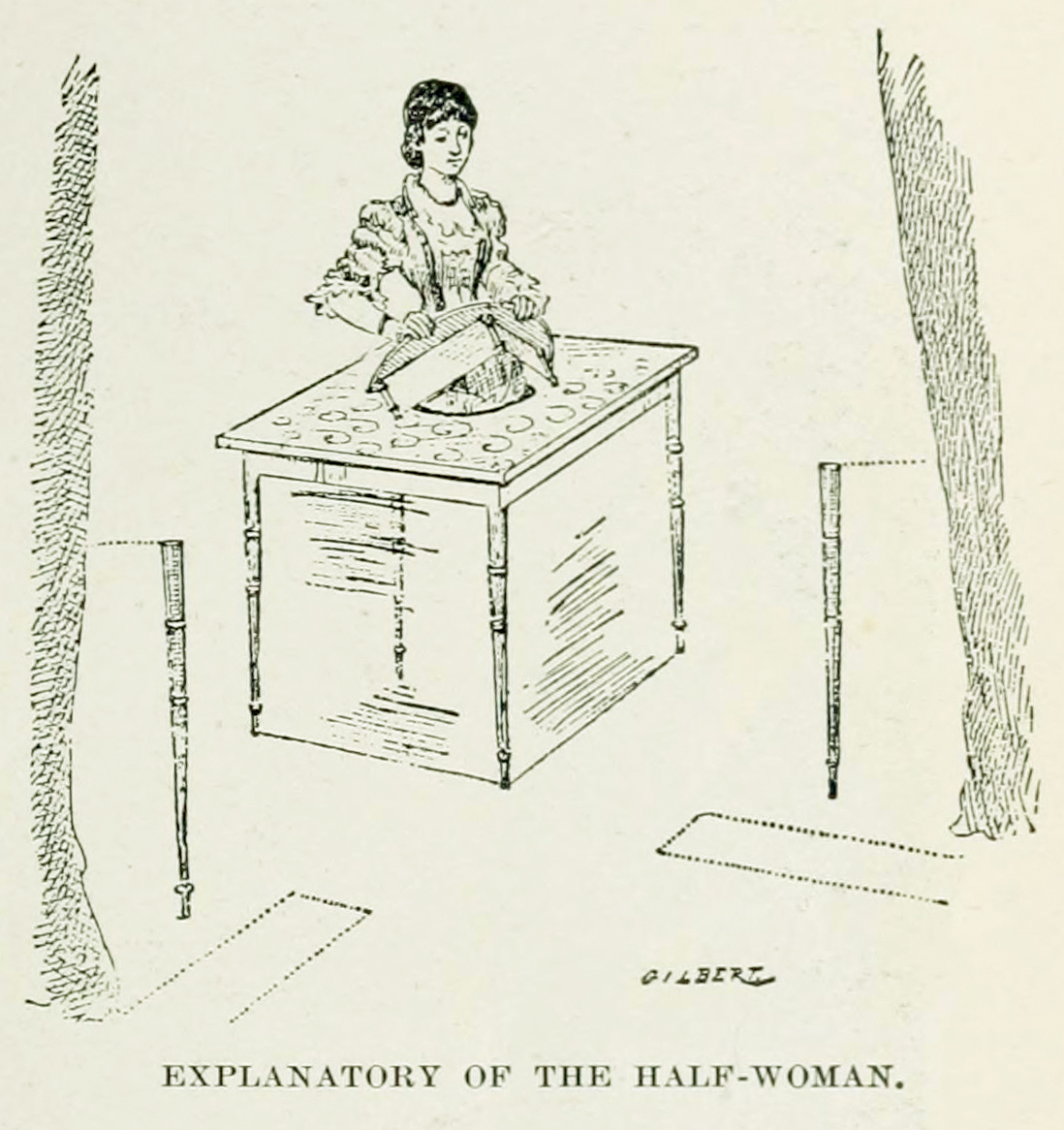
«Media mujer»

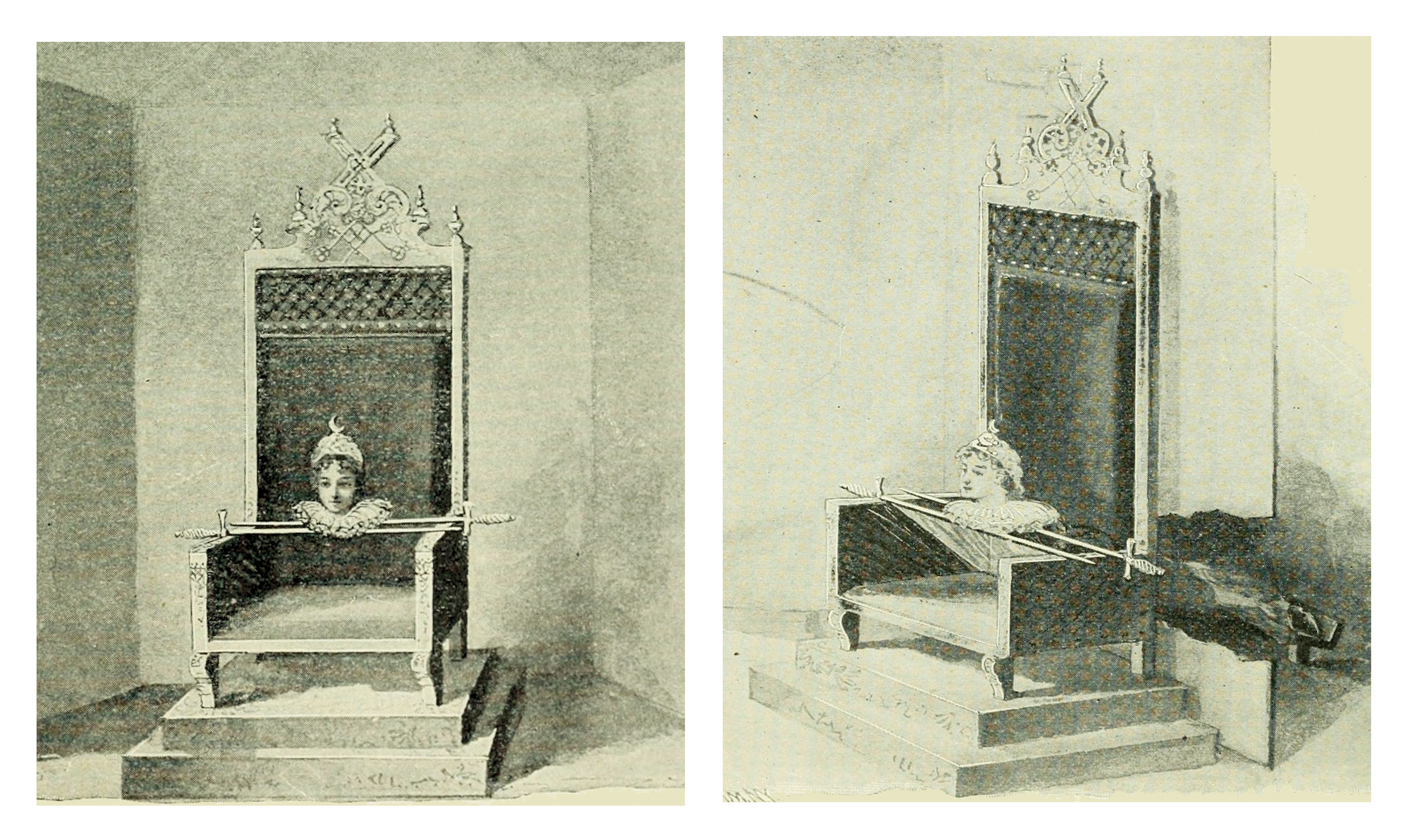
«La princesa decapitada», de frente y de perfil.

Este efecto de espejo no es el único posible. Se conoce un desarrollo de la ilusión de «La Esfinge» con el nombre de «La princesa decapitada», de la que Georges Méliès presentó una variante en 1892 bajo el nombre de «La fuente encantada»:

«El espectador se coloca frente a un pequeño escenario cerrado por una cortina. Cuando se levanta el telón, vemos la cabeza de una mujer suspendida en medio del escenario. Para probar que la cabeza está viva, se le presenta una vela para que la apague y el candelero se coloca debajo de la cabeza, para demostrar que no está sostenido por ningún soporte. En realidad, el público es víctima de una completa ilusión. Un espejo corta el espacio vacío a lo largo de la diagonal del escenario. Este espejo está perforado con una abertura a través de la cual el sujeto, escondido detrás del espejo, pasa la cabeza. La puerta que el público cree poder abrir debajo de la cabeza y la vela que parece presentarse directamente al sujeto están, de hecho, escondidas en la percha del pequeño escenario y encima del telón. No hace falta decir que el dispositivo de iluminación está diseñado para que no se refleje luz en el cristal.»

«La fuente encantada» (1892)
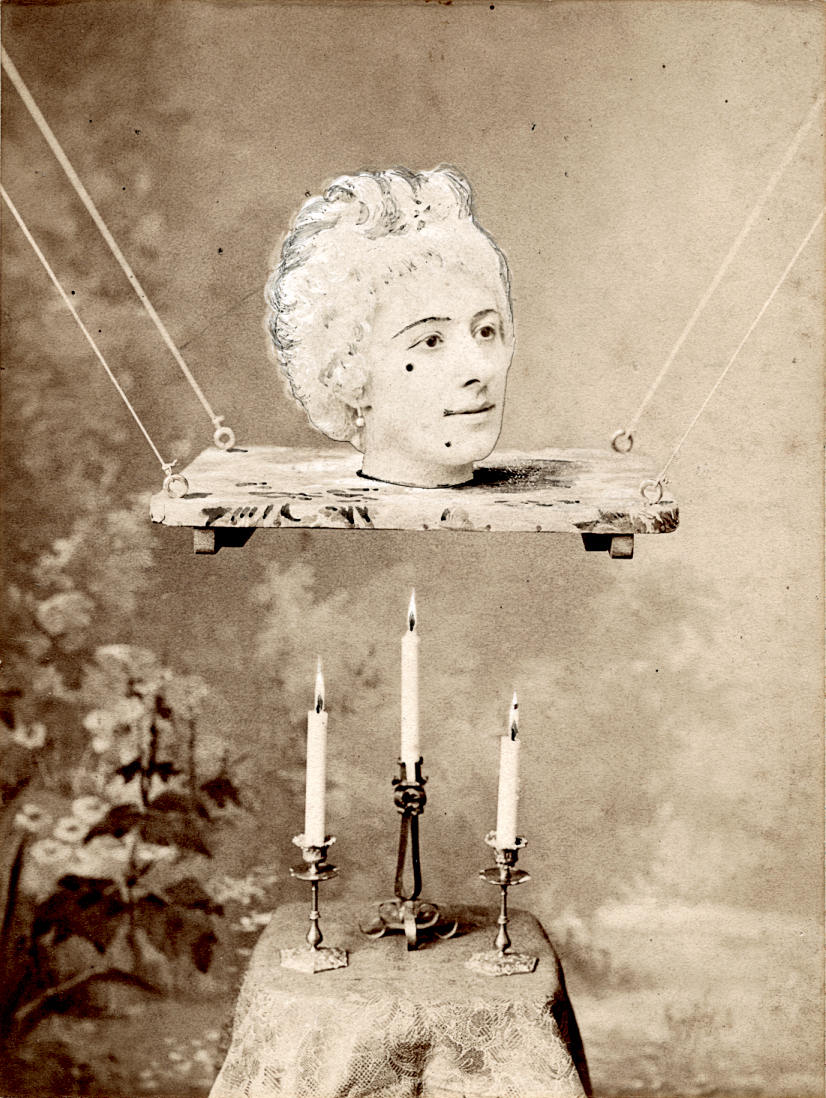
Jehanne d'Alcy
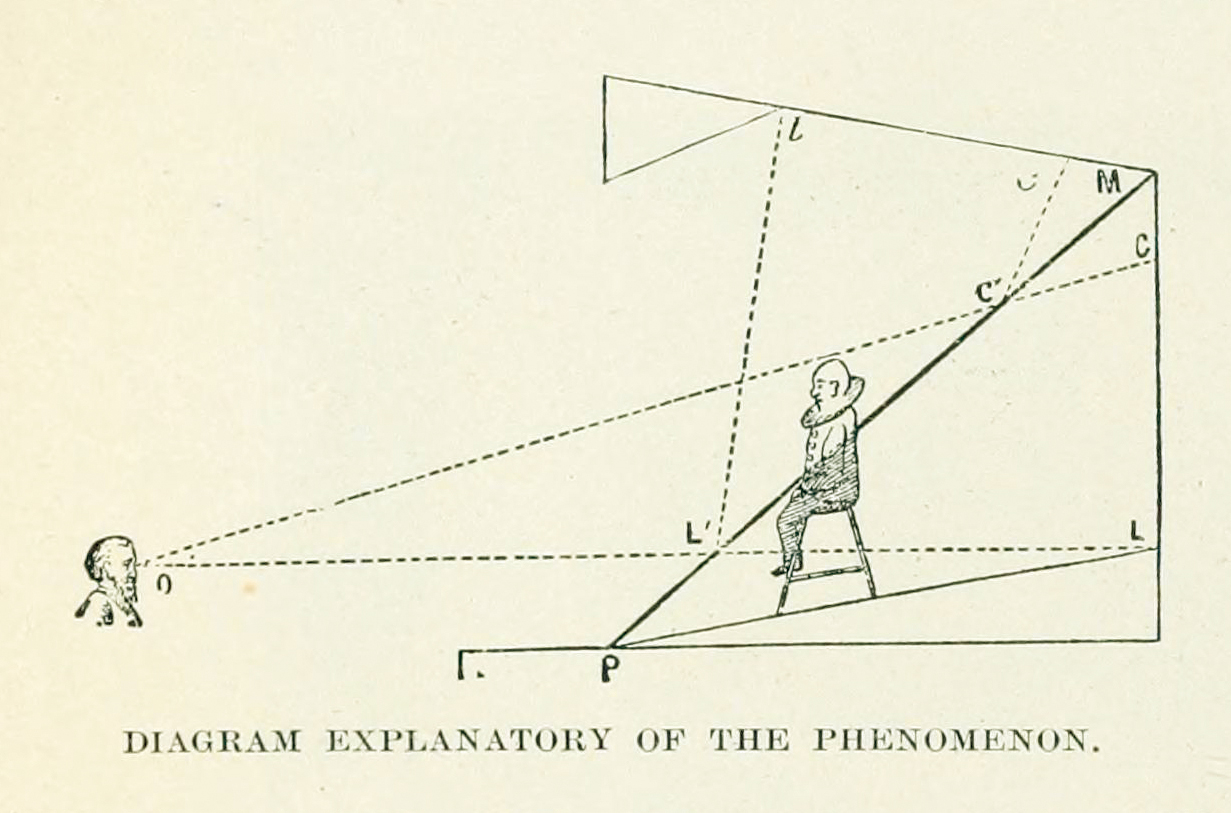
Explicación

### Popularización en los Estados Unidos por Roltair

Cartel del circo Barnum & Bailey (1898).

Estas ilusiones basadas en el uso de espejos fueron popularizadas en Estados Unidos por el ilusionista inglés Henry Roltair, considerado a principios del siglo XX como «el mayor ilusionista del mundo», el cual, hacia 1891, transformó su espectáculo itinerante de magia en una caseta, presentada en un edificio temporal de la Exposición Internacional de San Francisco en 1894, y luego en el circo ambulante Barnum and Bailey. Michael Leja señala que, como se muestra en el cartel de 1898 de la ilustración, los espectadores de estas casetas estaban contenidos detrás de barreras y obligados a observar las ilusiones frontalmente. Las ilusiones de Roltair estaban diseñadas para una audiencia masiva dentro de las casetas. Se trataba de instalaciones fijas y continuas más que de actuaciones, y no se caracterizaban por la habilidad de un prestidigitador; eran «ilusiones espectaculares y no espectáculos de un ilusionista». Leja también señala que el éxito de las ilusiones de Roltair Pone de relieve la versatilidad de la noción de ilusionismo a fines del siglo XIX. Se trata tanto un «engaño realista» como de una «fantasía evidente», y el término «ilusión» se refiere a «campos de la experiencia donde las distinciones entre verdadero y falso, real e irreal, hecho y fantasía eran cuidadosamente oscurecidas».

Detalles del cartel de 1898
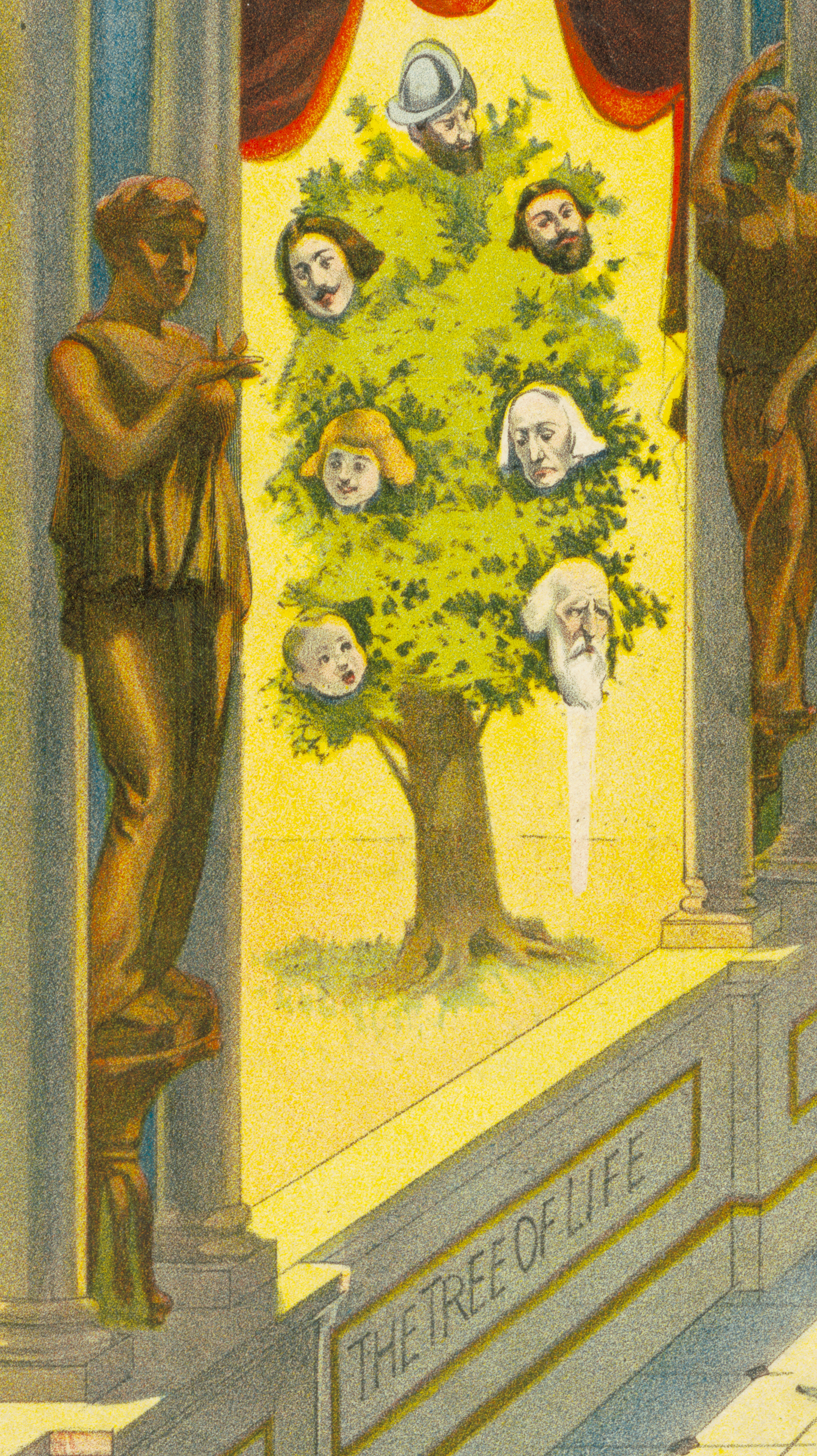
«Árbol de la vida»
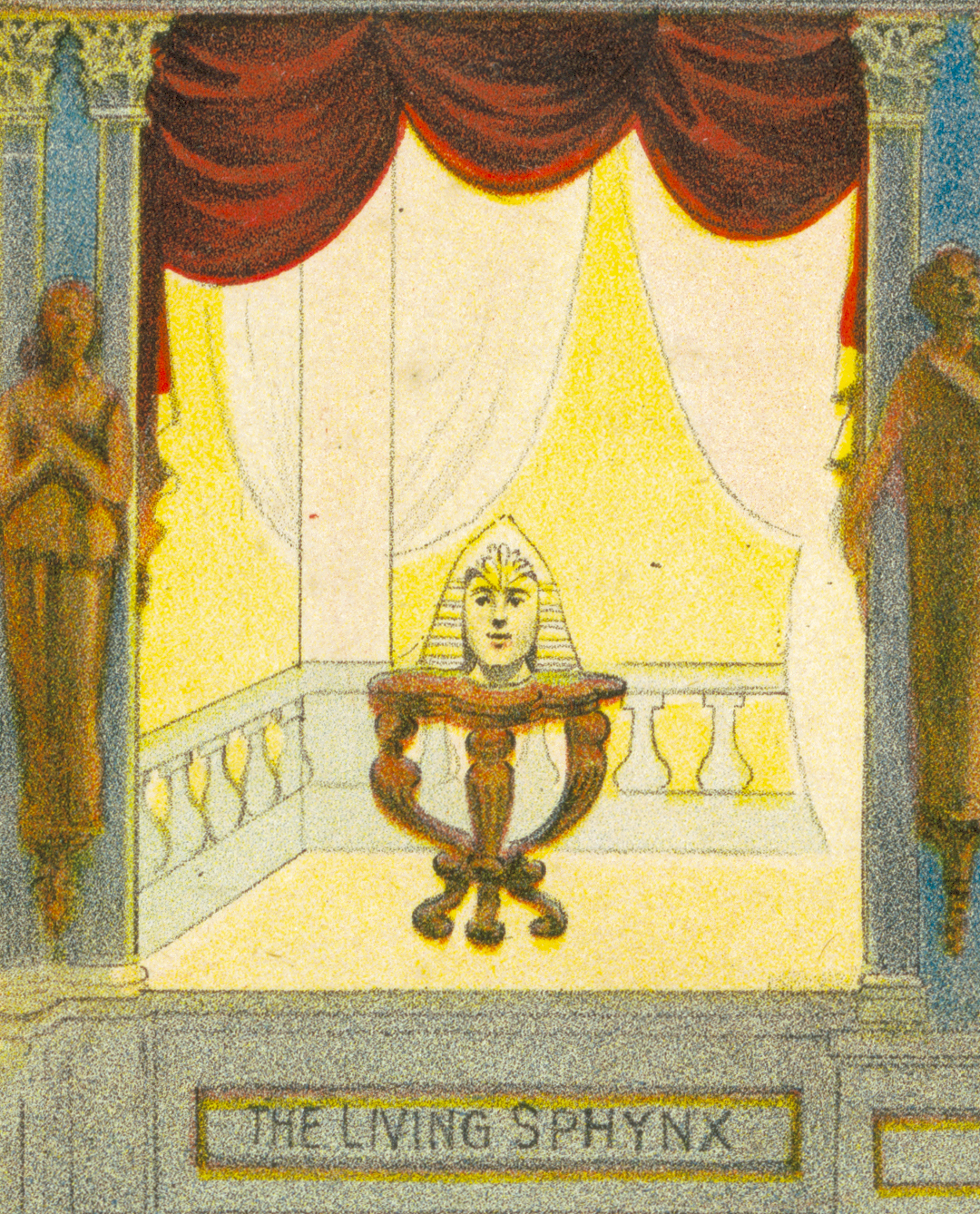
«Esfinge viviente»
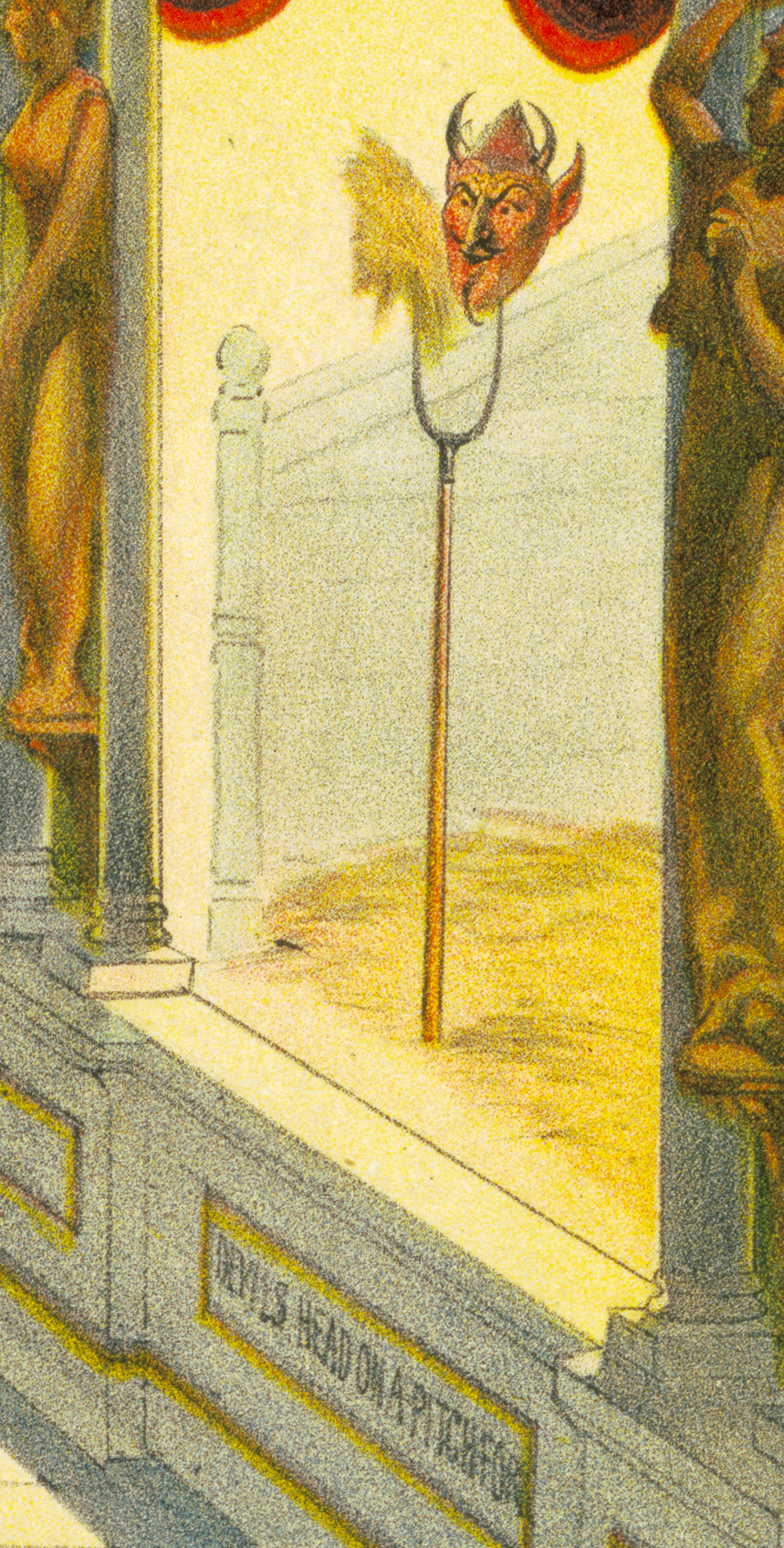
«Cabeza del diablo»
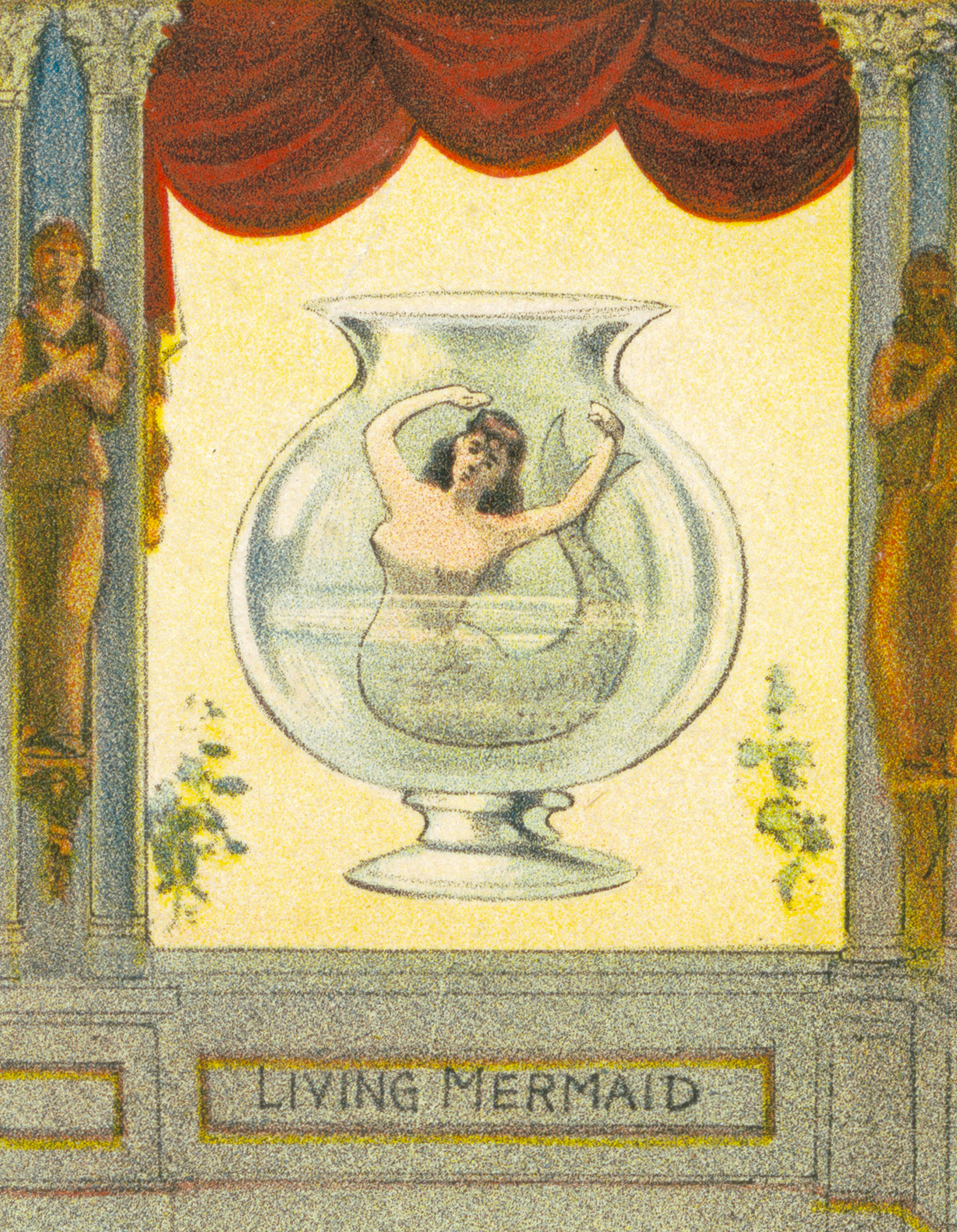
«Sirena viviente»
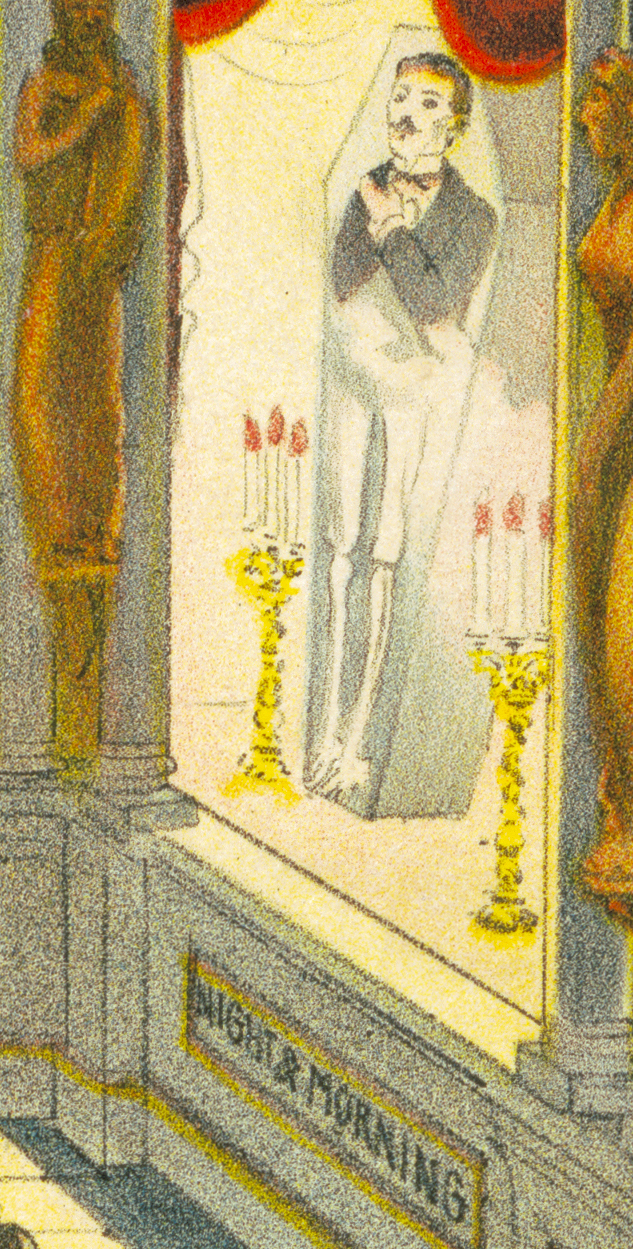
«Noche y mañana»
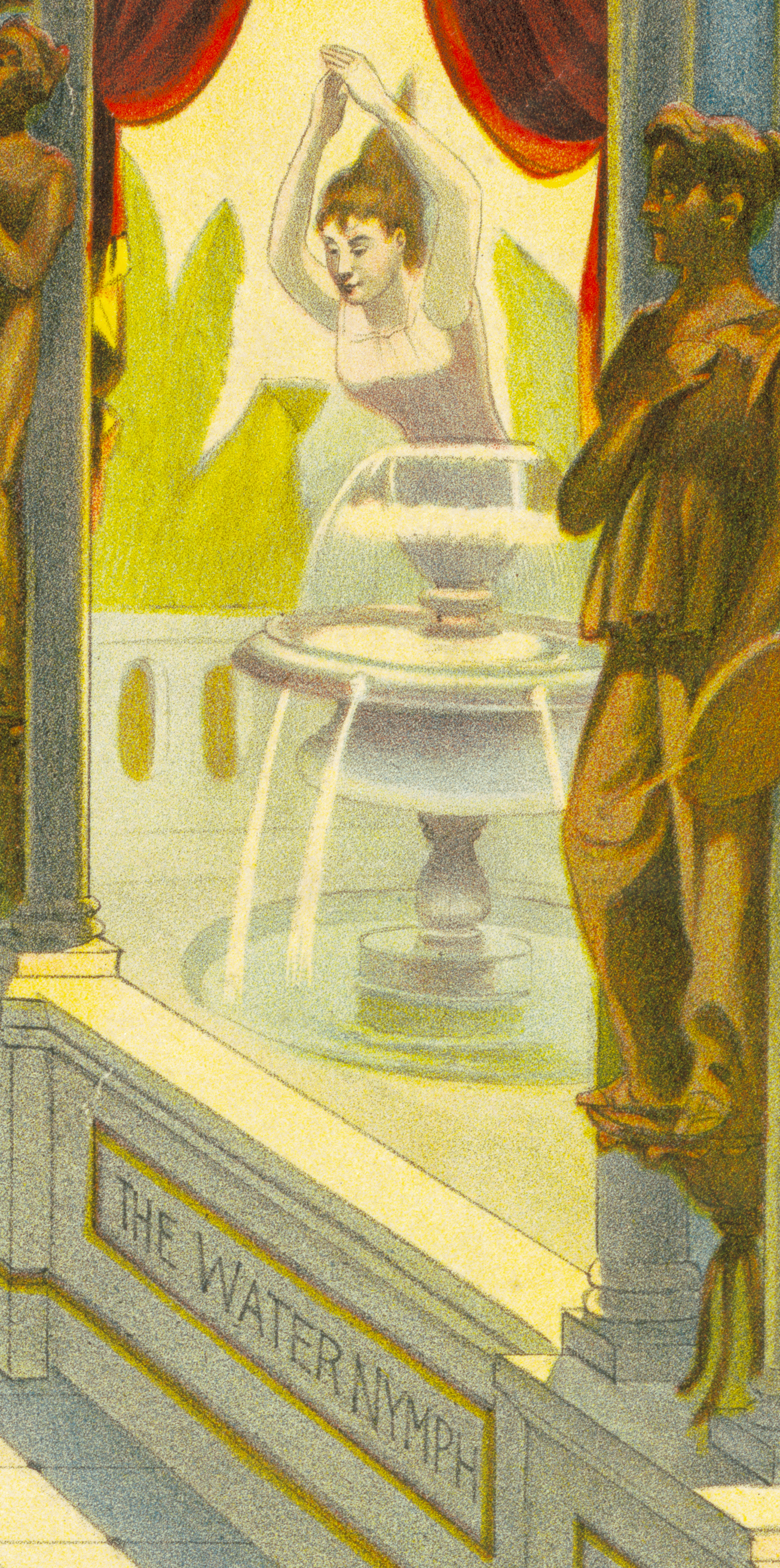
«Ninfa de agua»
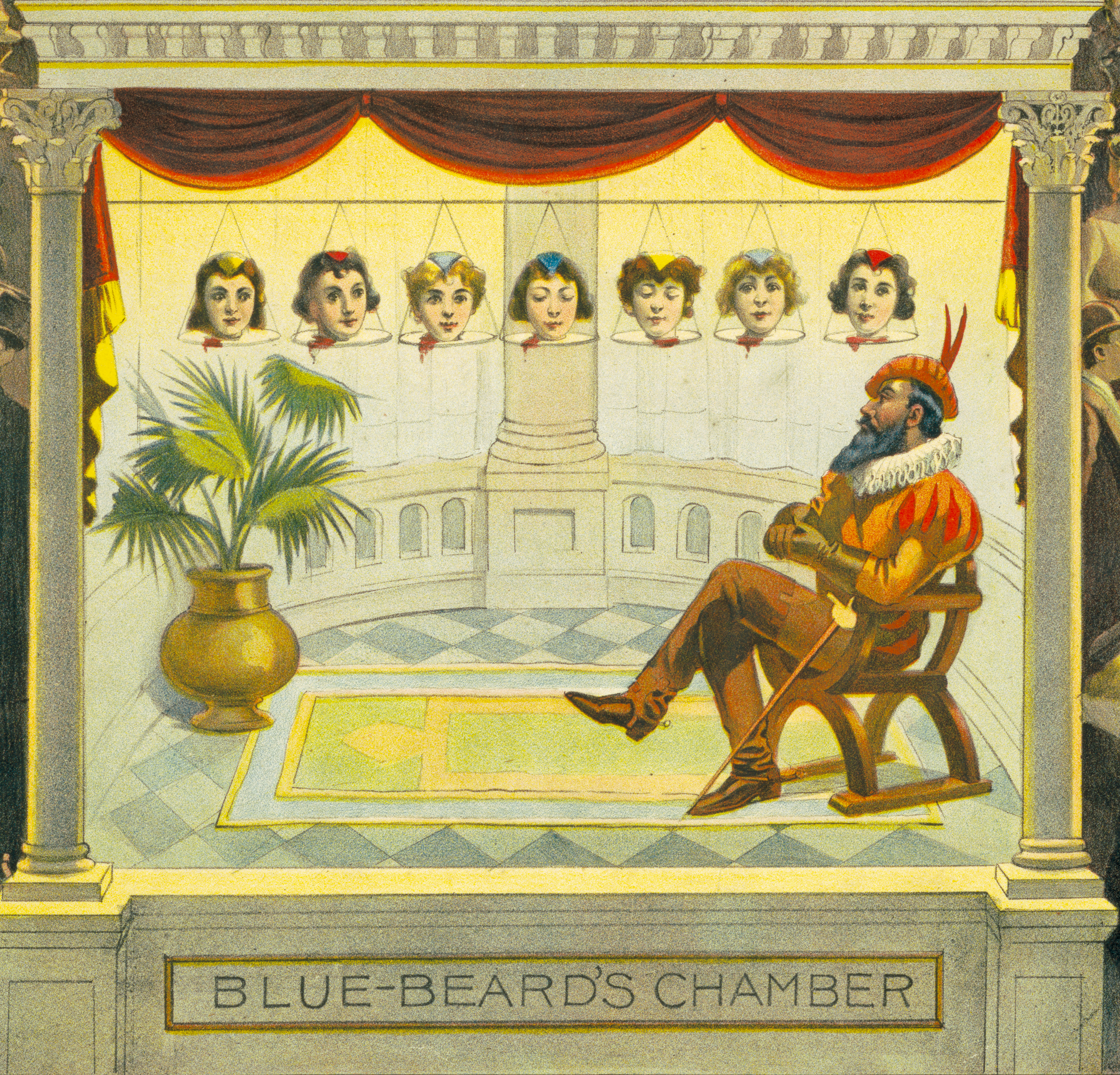
«Habitación de Barba Azul»

Varios de los espectáculos anunciados en el cartel representan cabezas humanas suspendidas de forma extraña: El «Árbol de la vida» muestra entre sus ramas siete cabezas de diferentes edades, que van desde la niñez hasta la vejez. En la «Esfinge viviente», una cabeza con un tocado de faraón, como el del coronel Stodare, está de pie sobre una mesa. En la «Cabeza del diablo en una horca», la cabeza de Satanás descansa sobre uno de los dos puntos. La «Sirena viviente» evoca la famosa sirena de Fiyi mostrando el busto de una mujer unido al de un pez en una pecera. «Noche y mañana» muestra el tronco de un hombre que emerge de la parte inferior de un esqueleto. La «Ninfa de agua», el busto de una mujer que emerge de una fuente. Finalmente, la más sensacional de estas atracciones, ubicada en el centro de la sala, La «Habitación de Barba Azul", muestra a este último sentado, frente a siete cabezas de mujer cortadas y sanguinolentas.

Ilusiones de Roltair en 1903
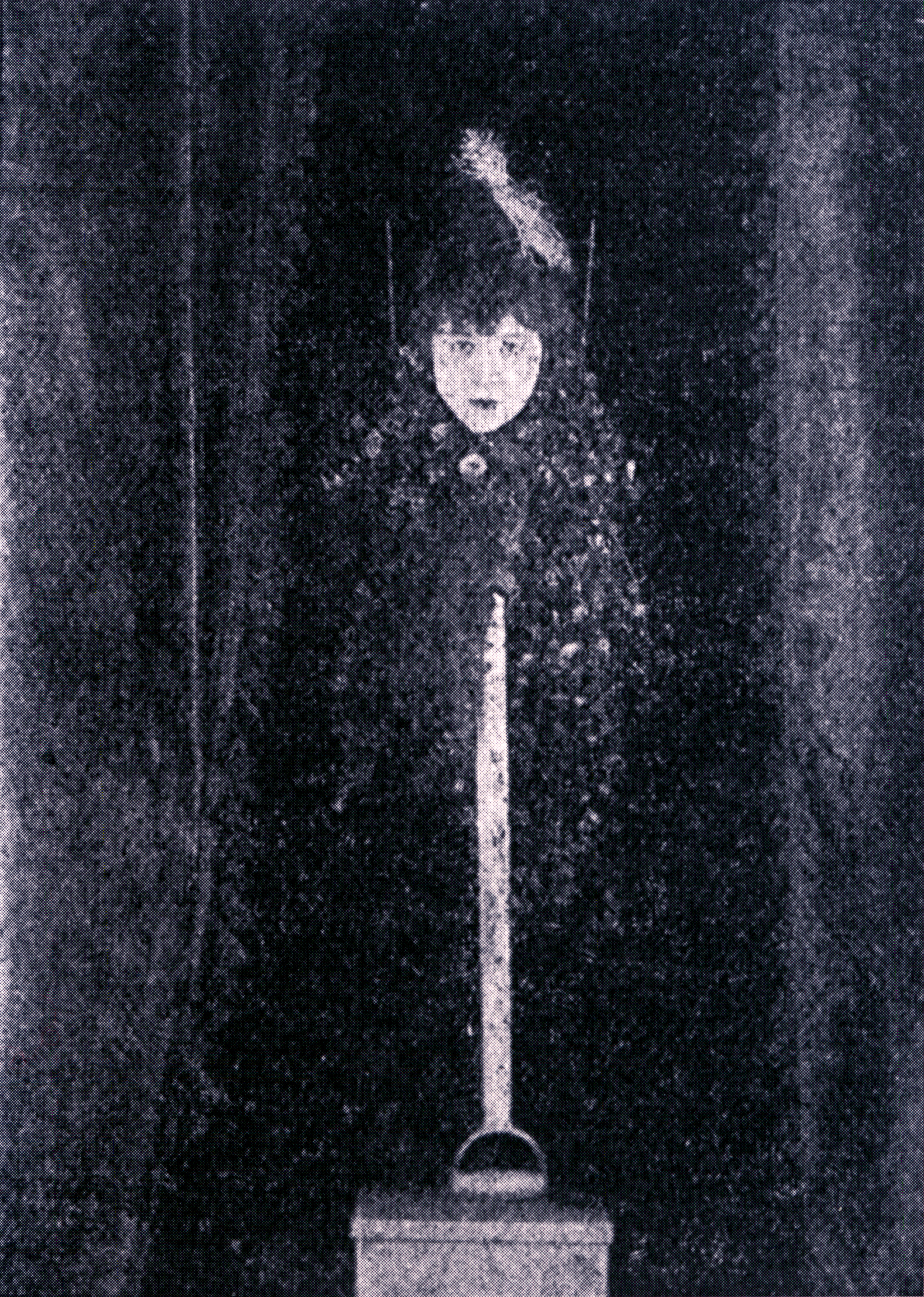
«Sueño de Satán»
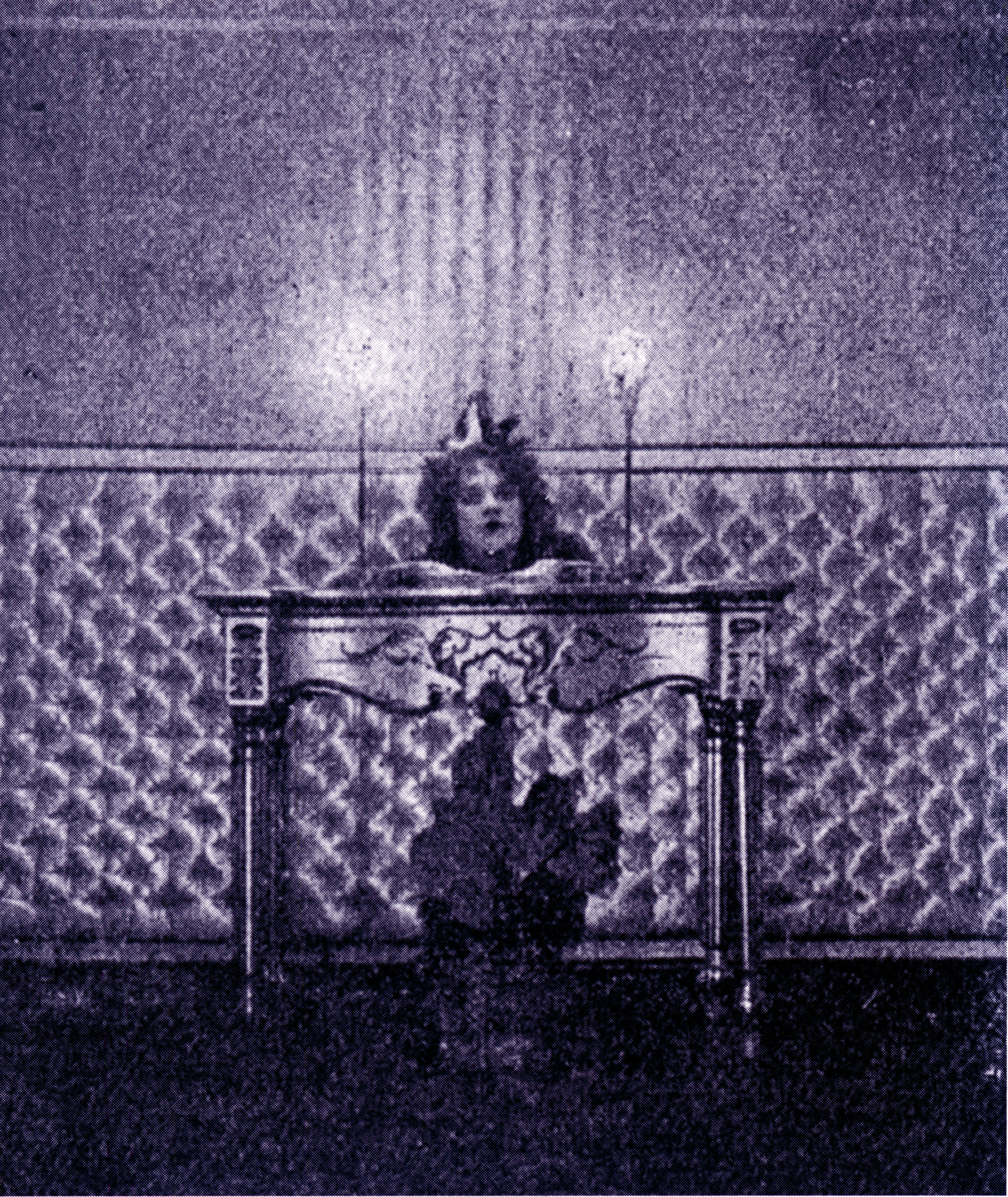
«Locura»

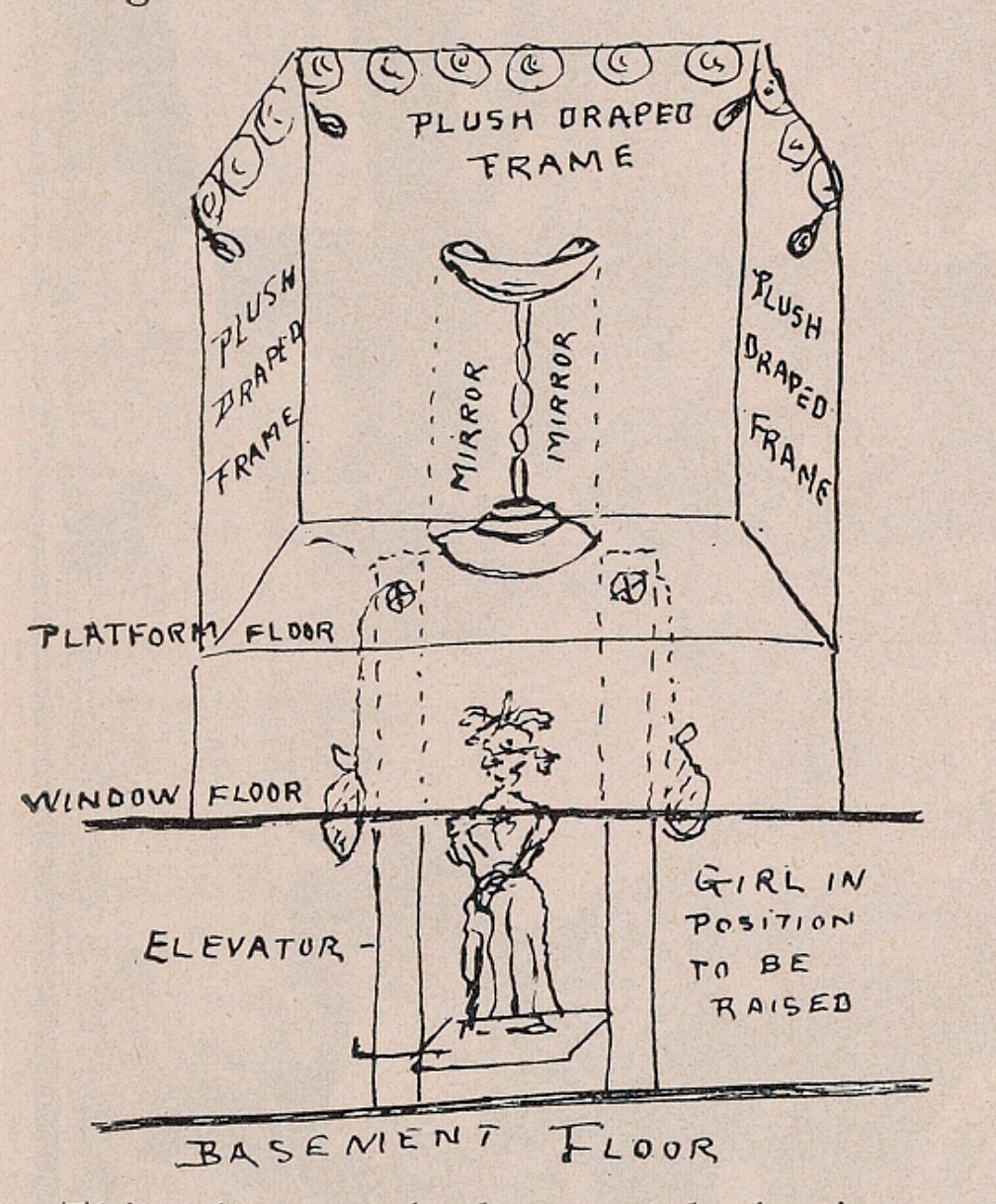
Esquema de Baum de la Vanishing Lady.

Por sorprendente que sea la ilusión de la ventana descrita en la ilustración aanterior, sin embargo, según Baum, es superada por la de la Vanishing Lady, la dama que desaparece, descrita por Stuart Culver como un «drama del deseo que cautiva a los transeúntes». Según Baum, constituye una «amplificación» de la ilusión descrita anteriormente. André Gaudreault, que utiliza el término «atracción» para caracterizar el cine primario, recuerda que este término designa a partir de 1835 lo que «atrae y fascina al público», antes de denotar más concretamente el espectáculo de feria, en particular los tiovivos. Identifica ciertas «modalidades de atracción» que caracterizan las atracciones ópticas y que son otros tantos aspectos de esta amplificación: rotación, repetición y circularidad.
Baum da una descripción bastante poco clara del dispositivo, acompañada de un diagrama (izquierda):

«Ocupa solo un pequeño lugar en el centro de la vitrina, mostrando solo el busto y la cabeza de una hermosa joven, sostenida por un delgado pedestal coronado por un gran cuenco. Por debajo de la cintura, la joven no es visible; al mismo tiempo, se puede ver todo alrededor del pedestal, que está sostenido por dos grandes sacos de arena. Cuando la joven sube, un perno bloquea el estante, para evitar que la plataforma salga volando.»

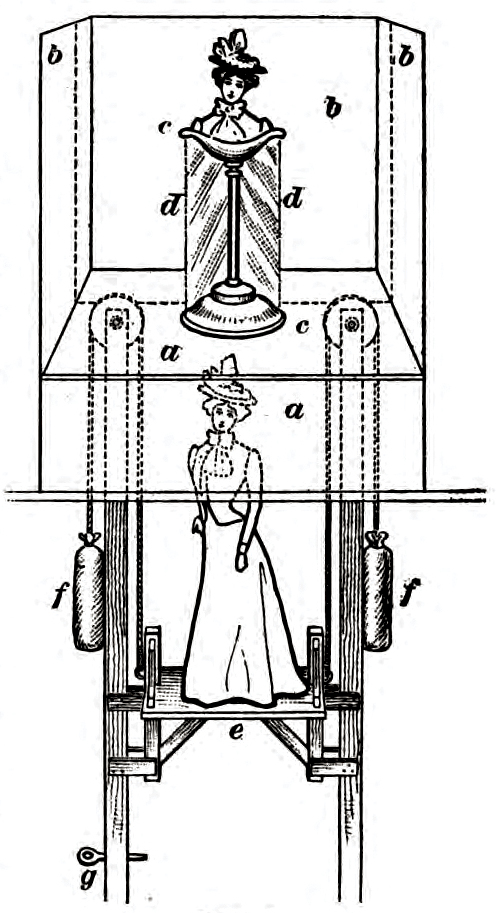
Una plataforma (a) está rodeada por tres paneles (b). En su centro, un pedestal (c) rodeado por dos espejos (d). El ascensor (e) se desplaza y se detiene gracias a contrapesos (f) y una cuña (g).

Sin embargo, por muy coherente que sea con las tesis de Baum, la Vanishing Lady no es un invento suyo. En un artículo publicado en noviembre de 1898 en la revista de Baum Show Window, Charles Morton reclamó la autoría del invento. Desde 1887 era diseñador jefe de escaparates de los grandes almacenes Weinstock's de Sacramento y fue colaborador habitual de la revista Baum, siendo también presidente de la asociación estadounidense de escaparatistas. En 1891 diseñó una animación sensacional para el escaparate central de la tienda de Sacramento: el suelo se abría de repente y salía una rosa enorme; los pétalos se separaban lentamente y una niña disfrazada de hada y sosteniendo una varita mágica en la mano salía y revoloteaba, probándose los sombreros e incluyendo los productos en su pequeño espectáculo. Luego, después de unos veinte minutos, volvía a entrar en la rosa, que descendía y desaparecía bajo el suelo.

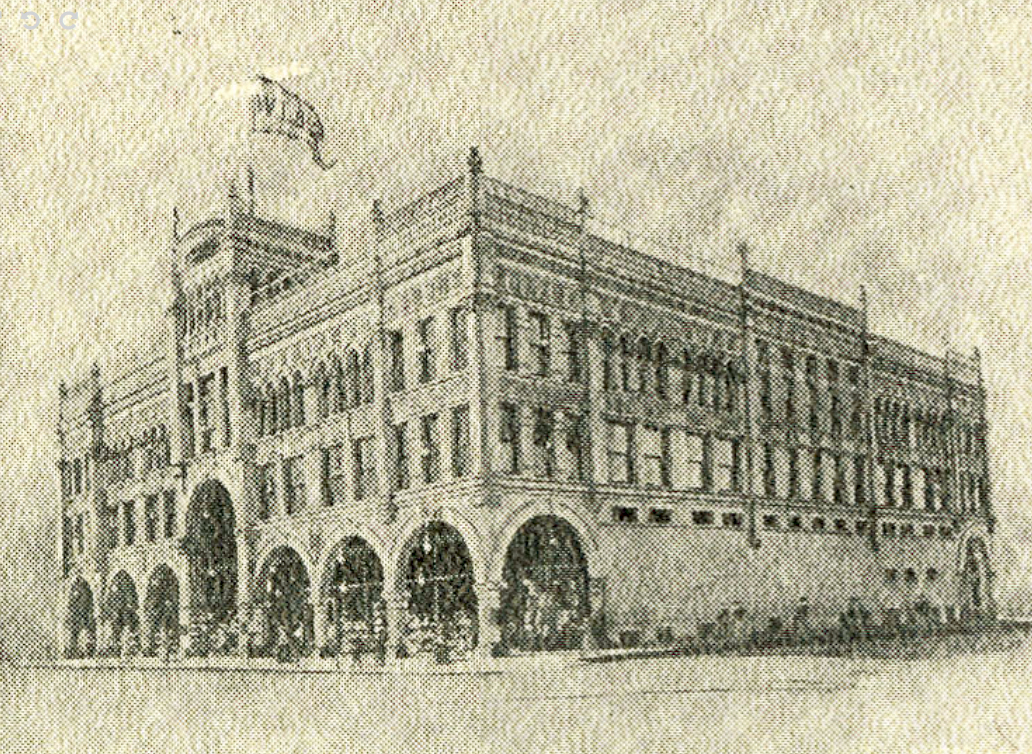
Los grandes almacenes Weinstock's de Sacramaneto, antes de su incendio en 1903.

En su artículo de 1898, Morton explica cómo funciona la ilusión de la Vanishing Lady:

«A intervalos cortos, la joven desaparecía en el pedestal (o al menos eso era lo que parecía) y luego reaparecía con un sombrero nuevo, una camisa nueva y guantes nuevos, etc. Continuaba sin parar, con un sombrero nuevo cada diez minutos, etc. [...] Se construye una plataforma de 76 cm en la vitrina. Está rodeada por tres paneles de 213 cm, tapizados de peluche verde [...] Se disponen dos espejos según el diagrama (derecha). Reflejan los paneles laterales, dando la impresión de que se puede ver todo alrededor. Una trampilla en el suelo permite a la mujer desaparecer por un rudimentario ascensor, que la conduce al sótano donde se cambia el sombrero, la corbata, etc. para luego reaparecer [...] Este escaparate fue un gran éxito. El segundo día, tuvimos que colocar una balaustrada de hierro frente al escaparate vitrina, para que la multitud no la rompiera. La joven era muy guapa, todos los sombreros le quedaban bien y los cambios de vestimenta duraban todo el día. Hemos vendido una gran cantidad de sombreros mediante este procedimiento.»

The Vanishing Lady le valió a Charles Morton una «medalla de diamantes» y un premio de 500 dólares de la asociación estadounidense de escaparatistas en 1899. Sin embargo, entrevistado en 1921 por un periódico profesional, relativiza el éxito de su creación en 1898, considerándola en retrospectiva como representativa de una época en que las vitrinas eran ingeniosas y atractivas, pero de dudosa eficacia comercial.

## Referencias a una ilusión famosa

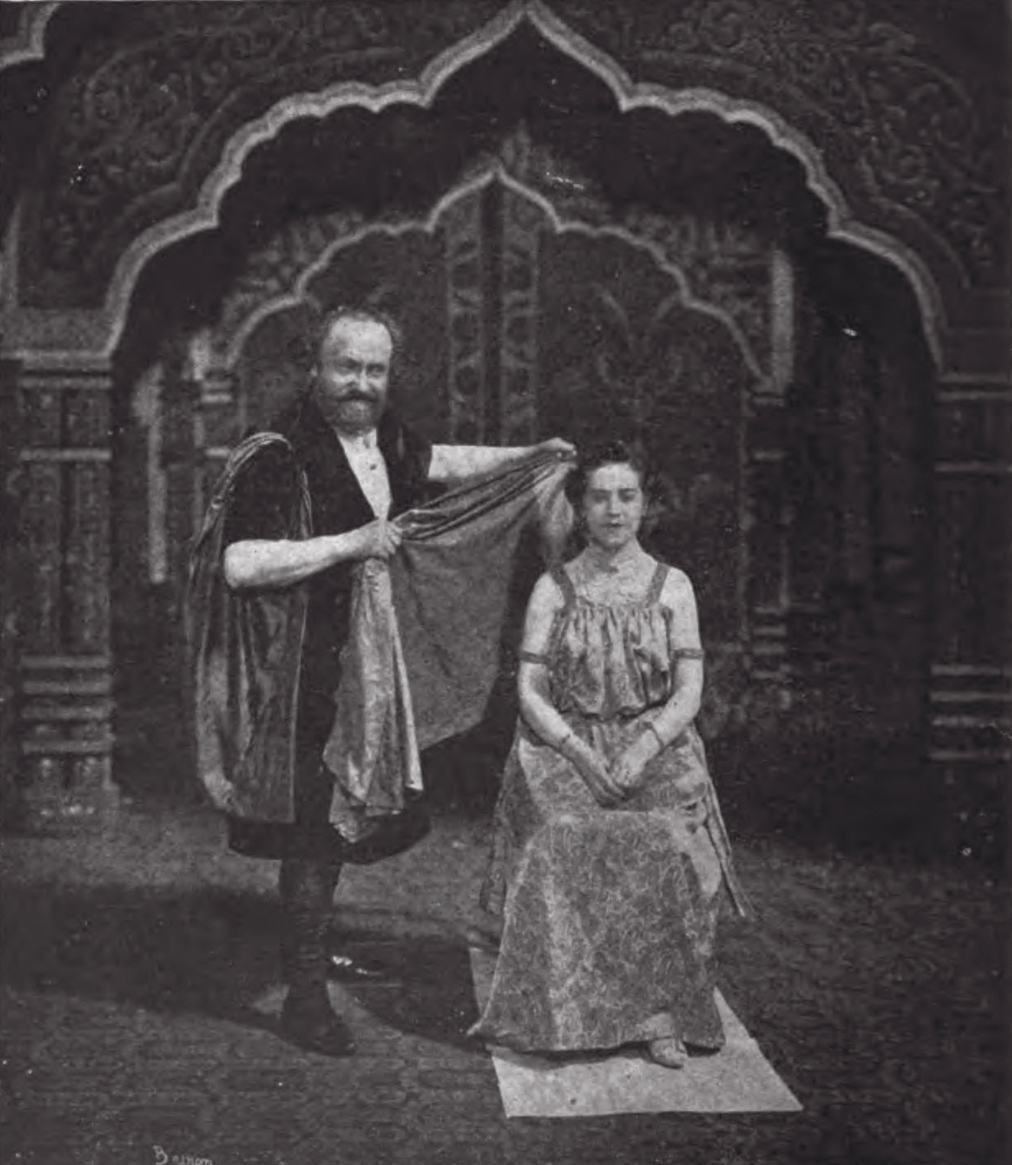
Representación en 1902 en el Eden Museum de Nueva York de La femme enlevée (The Vanishing Lady) de Buatier de Kolta con su esposa, Alice Mumford.

### Descripción de la ilusión de Buatier

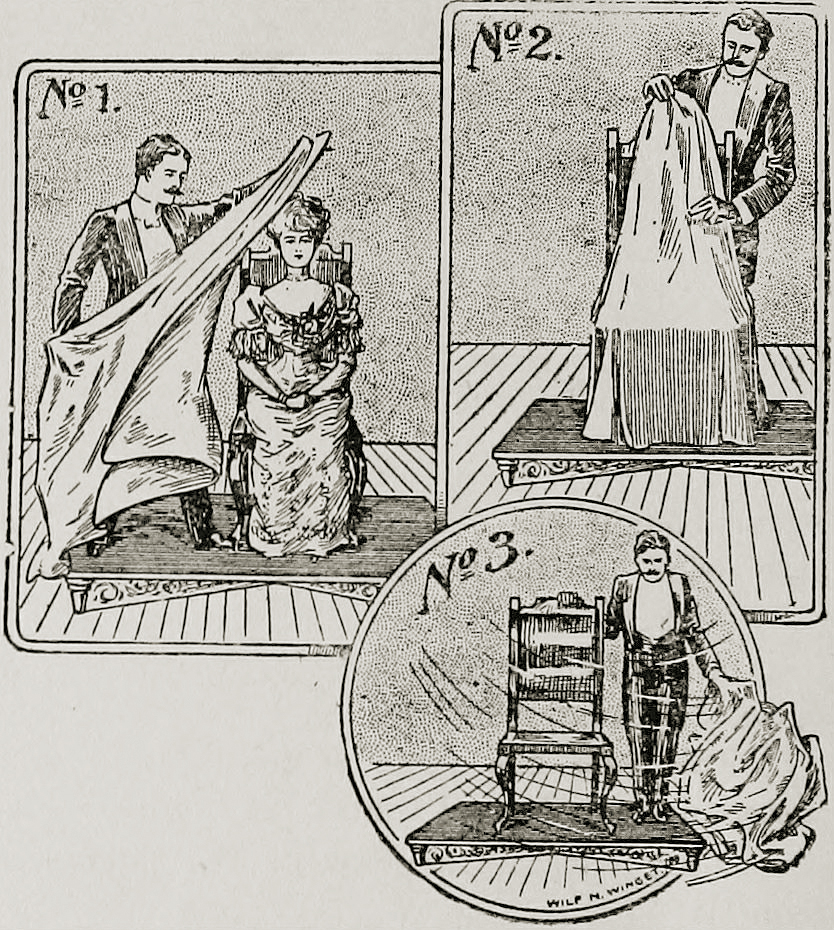
Esquema del truco de Buatier.

### Una ilusión nueva

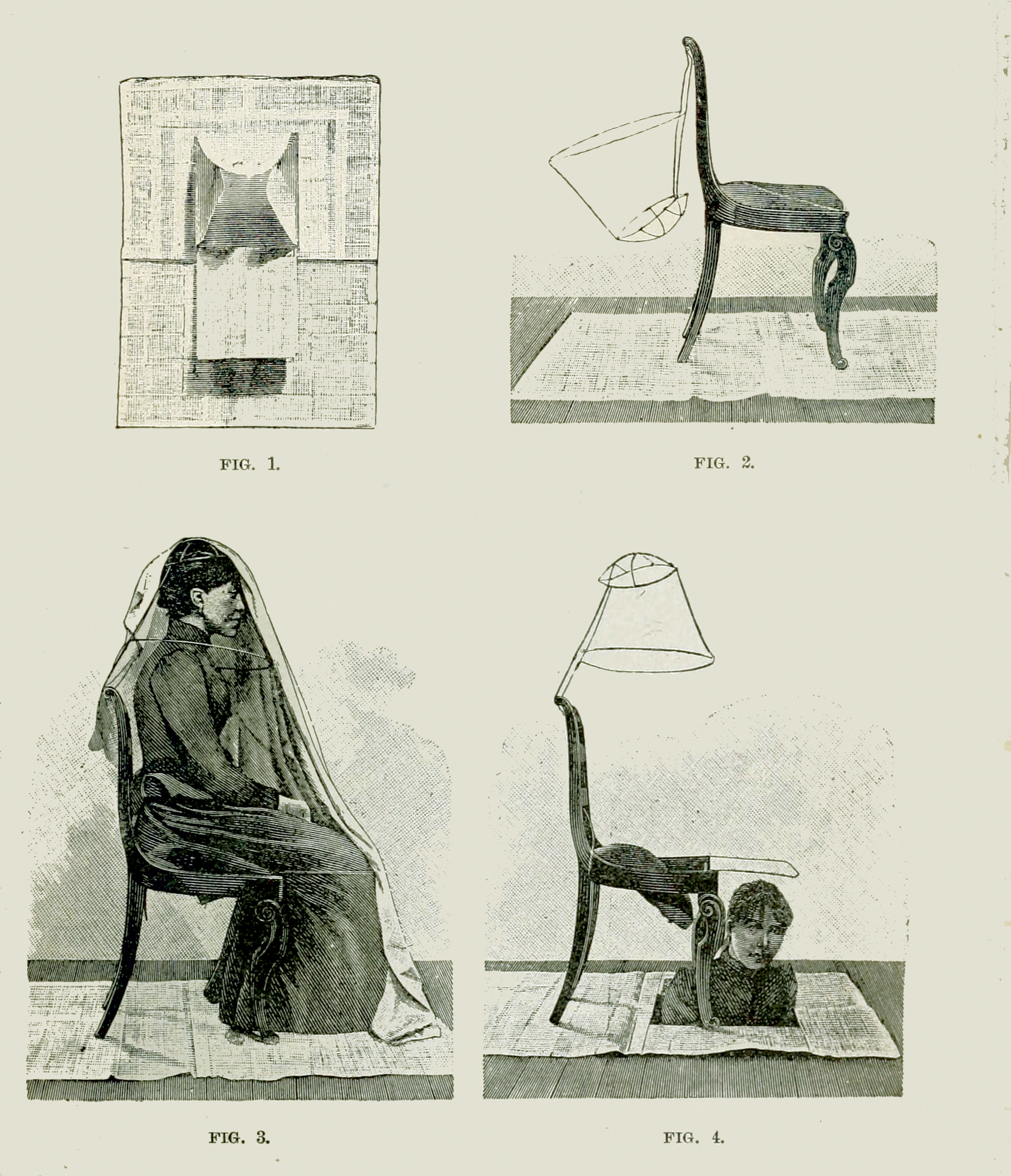
Los caracteres impresos del periódico de goma ocultan una hendidura (1). El asiento de la silla gira hacia adelante y su respaldo oculta una estructura de alambre (2). La estructura de alambre pivota y retiene la forma de la cabeza debajo del velo (3). La mujer se desliza por una trampilla en el suelo por la abertura del periódico (4).

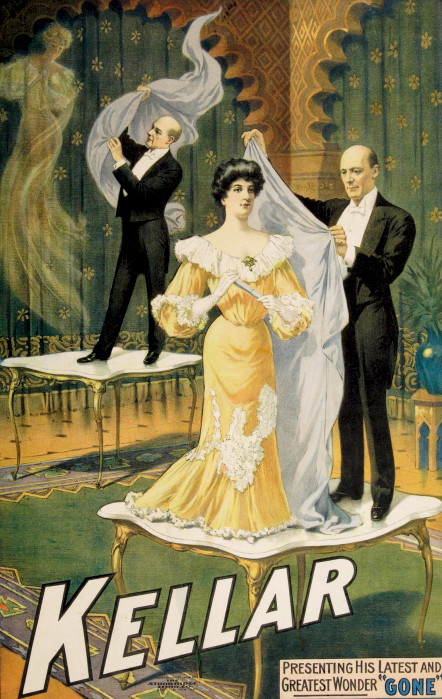
Harry Kellar está considerado como el modelo verosímil del Mago de Oz.

### Desaparición y teatro negro

«Thauma», del Dr. Lynn
Cartel (1880)
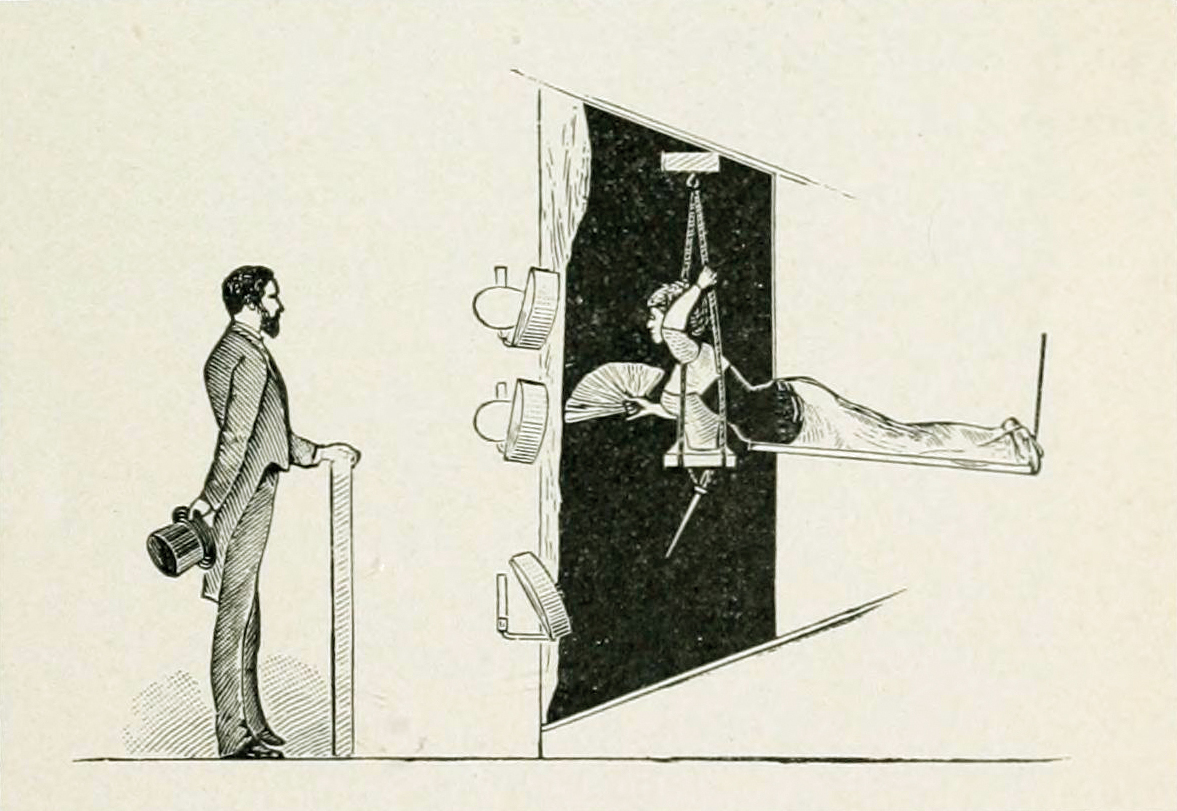
Explicación

Vitrina de la Vanisihing Lady y la muchedumbre matinal de admiradores (1898)
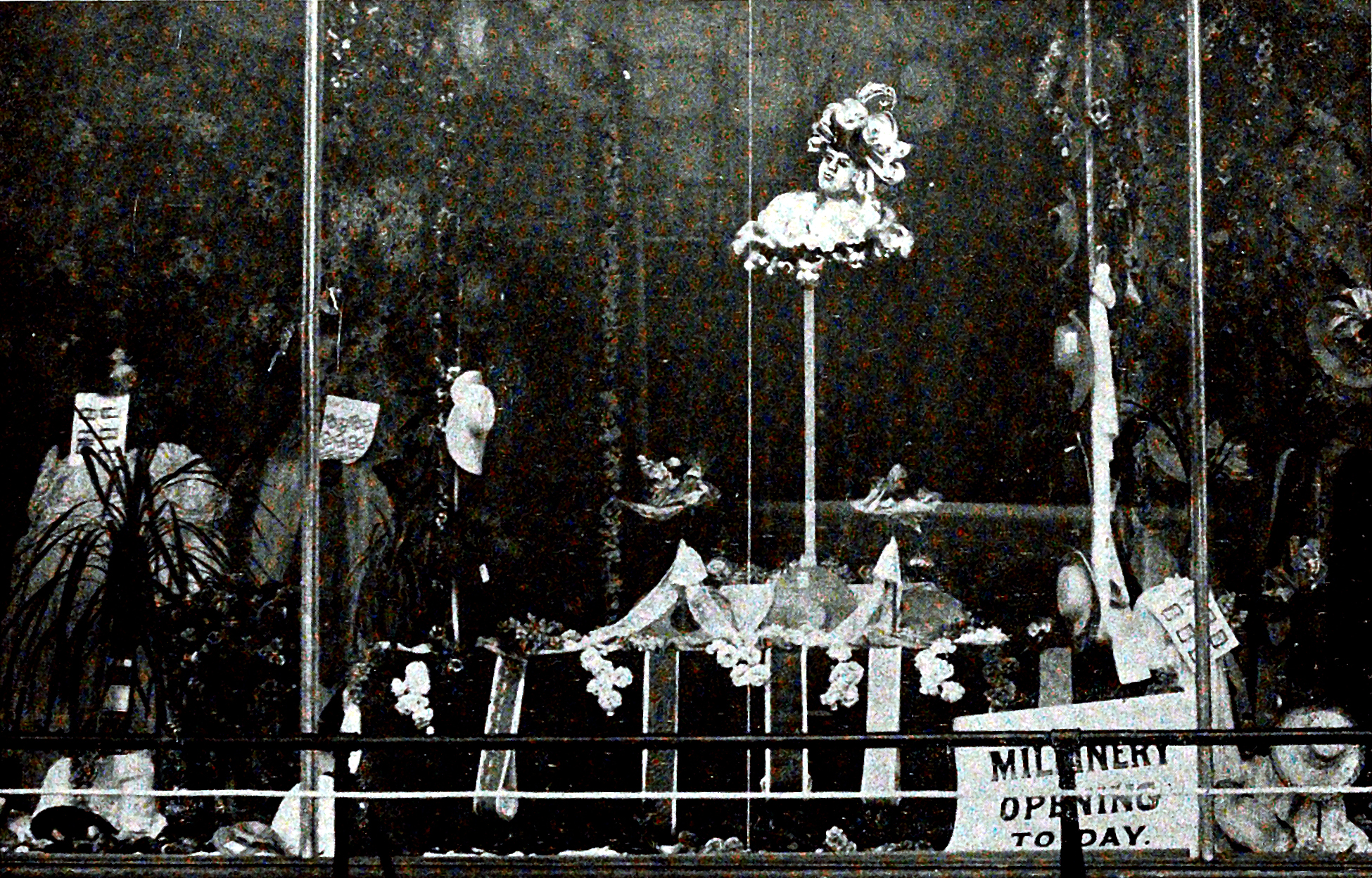
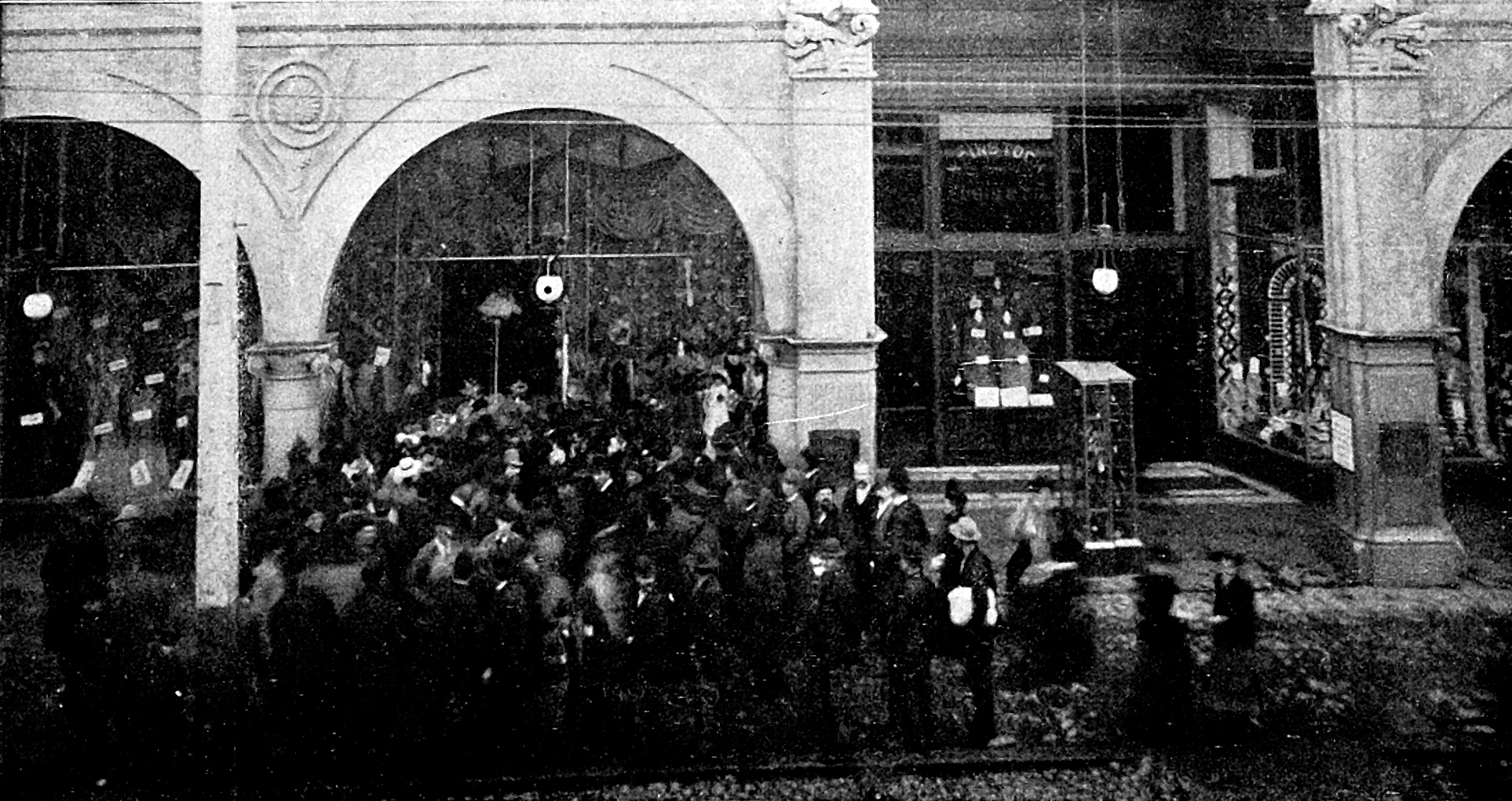